# Aqueducs antiques de Lyon

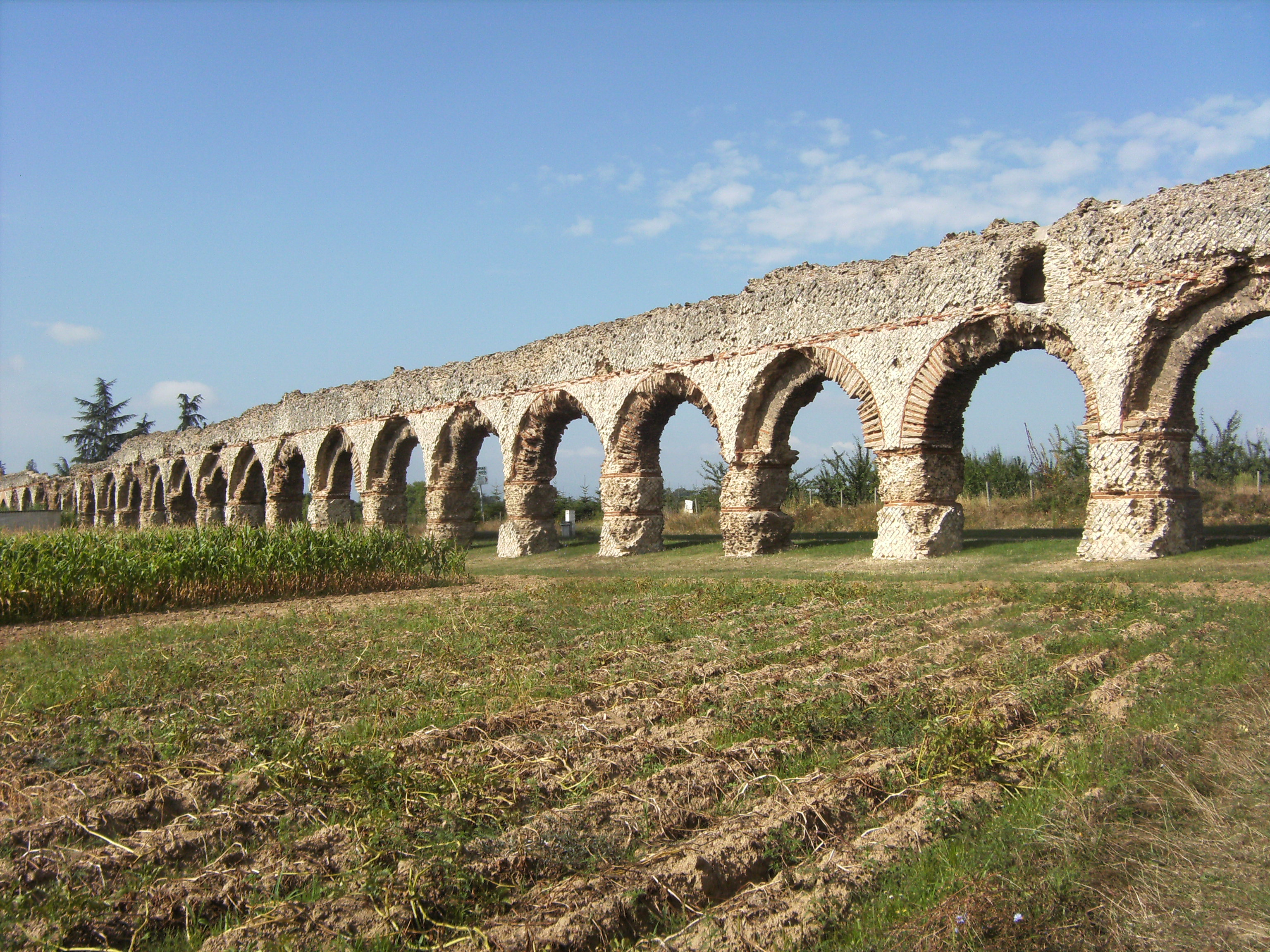
Arches du Plat de l'Air, à Chaponost, sur l'aqueduc du Gier.

Les aqueducs antiques de Lyon alimentaient la ville gallo-romaine de Lugdunum. Située en grande partie sur la colline de Fourvière, celle-ci pouvait atteindre une altitude de 300 mètres (contre 160 mètres pour la basse ville sur les berges de la Saône). En outre, peu de sources jaillissaient de la colline, et aucune au-dessus du seuil de Trion. Afin de disposer d'eau potable dans toute la ville, un recours aux eaux des massifs montagneux proches (Monts d'Or, Monts du Lyonnais, massif du Pilat) était nécessaire, via un système d'aqueducs.
Une des caractéristiques principales de ces aqueducs, par rapport aux systèmes d'aqueducs plus classiques de Nîmes ou Rome, est la nécessité pour tous les ouvrages de faire appel à des systèmes de siphons pour franchir les vallées de l'Yzeron et du ruisseau de Rochecardon, qui séparent la colline de Fourvière des hauteurs des Monts du Lyonnais et des Monts d'Or d'où provenait l'eau.

## Histoire de l'étude des aqueducs lyonnais
Les premiers historiens et antiquaires lyonnais mentionnant les aqueducs antiques de Lyon dans leurs écrits remontent au premier quart du XVIe siècle. Faute de publication adéquate, voire tardive (fin du XIXe siècle), sinon restreinte (peu d'exemplaires), plusieurs manuscrits sont longtemps restés méconnus.

### XVIesiècle

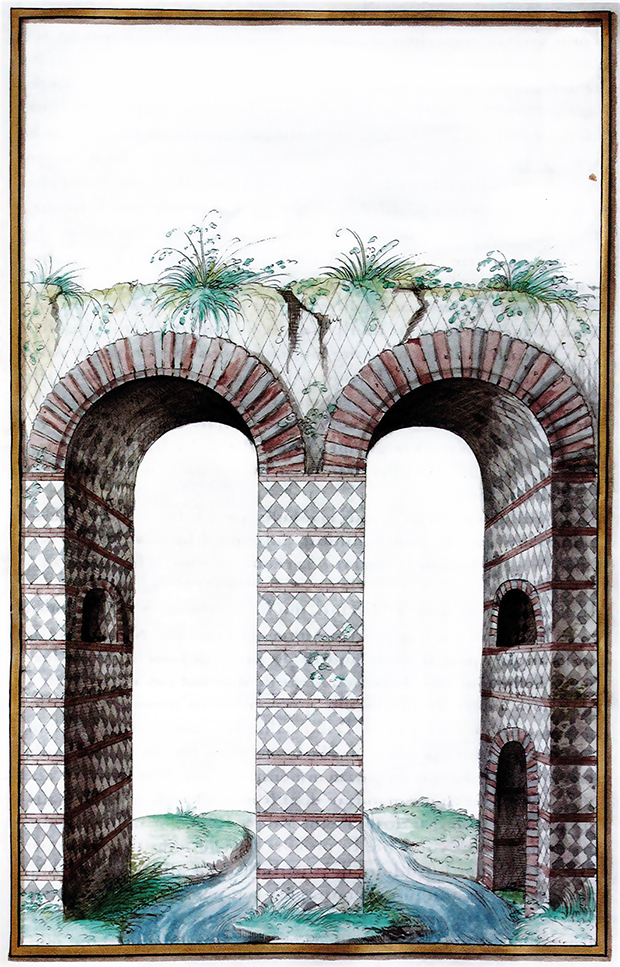
Dessin considéré comme le plus ancien de l'aqueduc du Gier, attribué à Jacques Androuet du Cerceau, illustrant le manuscrit de Guillaume du Choul Des antiquités romaines, premier livre, rédigé entre 1538 et 1547.

C'est Pierre Sala (c. 1457 – c. 1529) qui, le premier, vers 1520, leur consacre un chapitre entier de son recueil manuscrit Les antiquités de Lyon. Il identifie les arches comme romaines, justifiant une déformation de l'adjectif « cézarin » (arches cézarines, de César), en « sarrasin » (arches des Sarrasins),. Il comprenait qu'elles avaient pour fonction d'acheminer de l'eau sur de longues distances, sans connaître la provenance du captage, pour alimenter le réseau d'eau de la cité antique de Lyon. La grotte Bérelle (citerne antique souterraine) lui ayant fourni un exemple de desserte jusque sur les hauts de Fourvière et de maîtrise des constructions souterraines propres à franchir des reliefs.
Il souligne la qualité de la construction de ces édifices, qu'il jugeait unique pour le milieu du premier siècle en Gaule,, alors que la Narbonnaise, l'Aquitaine et le pourtour méditerranéen comptaient également de nombreux aqueducs et qanats romains. Il tenait l'empereur Claude comme commanditaire de l'ouvrage et désignait Septime Sévère comme responsable de leur destruction, en 197, après sa victoire sur Clodius Albinus ; poussant les habitants de la ville à quitter la colline de Fourvière pour s'installer au bord de la Saône. Il identifiait bien les tourillons de Craponne comme constitutifs de ces aqueducs, qu'il appellait tour raix, justifiant le toponyme de l'actuel quartier des Tourrais à Francheville,.
Peu de temps après, en 1529, c'est Symphorien Champier (1741-1539) qui imprimera, sous le pseudonyme de Morien Piercham, le premier ouvrage qui désigne les aqueducs antiques de Lyon comme tels — Petit traicte de la noblesse & anciennete de la ville de Lyon, réédité en 1648. À son tour, Champier note la qualité de la construction de l'aqueduc et la longueur de son cours, qu'il estimait, tout comme Pierre Sala, à cinq ou six lieues (25 km), évaluant le nombre des arches de Chaponost — cent ou deux cents — tout en faisant état de ses portions souterraines. Il localisait une éventuelle prise d'eau dans les environs de l'actuelle ville de Saint-Étienne, alimentée par les eaux du Furan (affluent de la Loire) et non du Gier (affluent du Rhône), pour déboucher du côté de Saint-Just, à l'actuelle place des Minimes,. À tort, il pensait que ces aqueducs étaient antérieurs à l’Empire romain, se figurant Lugdunum comme une cité celte, capitale des nations gauloises, ce que contestera Spon un siècle et demi plus tard. En 1537, sans apporter d'éléments nouveaux, il fera une ultime mention des aqueducs dans un ouvrage publié en latin, Galliae celticae, ac antiquitatis lugdunensis civitatis, quae caput est celtarum, campus.
Une vingtaine d'années plus tard, en 1547, Guillaume du Choul (c. 1496-1560) les cite dans son manuscrit Des antiquités romaines, premier livre, resté inédit. Lui aussi souligne la qualité de la construction des aqueducs, s’intéressant tout particulièrement à leur parement en opus reticulatum. À ce sujet, il fait référence à Pline, Vitruve et illustre son ouvrage d'un dessin,, attribué à Jacques Androuet du Cerceau (c. 1515-1585), qui est considéré comme la première représentation connue de l'aqueduc du Gier.
Quelques années plus tard, en 1556, Claude de Bellièvre (1487-1557) achève la rédaction, dans un mélange de latin et de moyen français, de son manuscrit Lugdunum Priscum (latin, traduction Lyon antique), qu'il a entamée en 1525. Le manuscrit sera publié en 1846 par Jean-Baptiste Monfalcon, dans un tirage confidentiel (25 exemplaires). Bellièvre affirmait qu'il n'avait rien vu d'écrit sur les aqueducs de Lyon,. Il se demandait si Lyon avait plusieurs aqueducs ou un seul, et de quelle source ou de quelle rivière l'eau était tirée. Après avoir à son tour souligné la qualité de l'ouvrage, il est le premier à déduire de ses observations qu'il y a au moins des aqueducs de deux factures différentes, les arches de Chaponost et d'autres dans la vallée en dessous d'Écully,.
À la même époque, Gabriele Symeoni (1509-c. 1575) fait mention des aqueducs romains de Lyon dans son manuscrit L'origine et les antiquités de Lyon, rédigé en italien vers 1559, et qui sera lui aussi publié en 1846 par Jean-Baptiste Monfalcon, en 25 exemplaires et sans les figures. Il s'accordait à vanter leur beauté et leur ingéniosité qu'il pensait unique pour l'Italie et la France en mentionnant les vestiges proches de la porte de Saint-Irénée que l'on pense aujourd'hui appartenir à un aqueduc dit de Fontanières. Dans le manuscrit original figurait un dessin intitulé Riscontro alla Porta di S. Ireneo Aquedotto antico qui ne sera pourtant pas reproduit dans l’édition de 1846.
Guillaume Paradin de Cuyseaulx (c. 1510-1590), ne citait dans ses Mémoires de l'histoire de Lyon (1573), que les aqueducs qui entraient dans la ville par la porte de Saint-Irénée afin de justifier l'étymologie qu'il donnera lui-même au lieu-dit de Trion, dans le quartier de Saint-Just,.

### XVIIesiècle

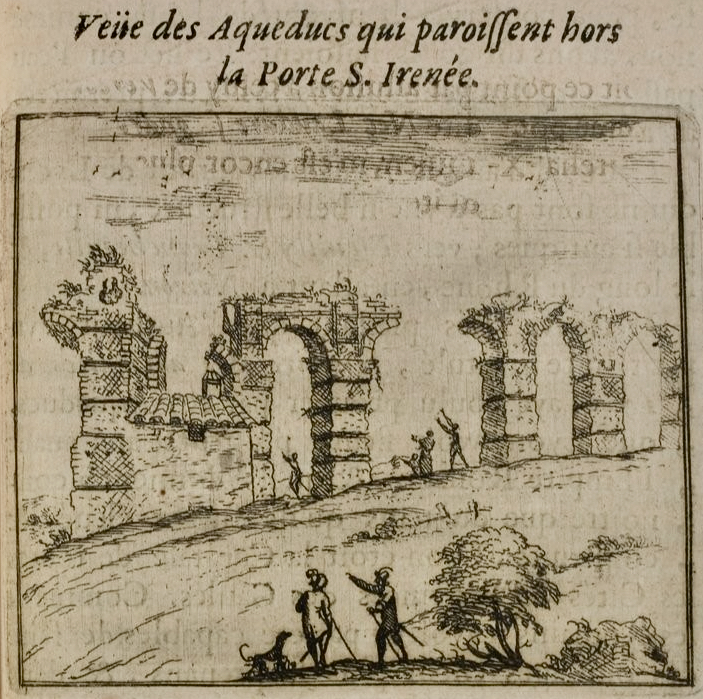
Dessin de l'aqueduc du Gier hors la porte de Saint-Irénée, publié par Jacob Spon dans son ouvrage de 1673 Recherche des Antiquités et Curiosités de la Ville de Lyon.

Les auteurs du XVIIe siècle reprennent les informations données par ceux du siècle précédent sans véritablement apporter d'éléments nouveaux.
Claude de Rubys (1533-1613) publie en 1604 l'Histoire véritable de la ville de Lyon. Il y fait explicitement référence aux travaux antérieurs de Symphorien Champier et de Guillaume Paradin, citant par exemple l'étymologie que ce dernier a donné du nom Trion. Il estime que les aqueducs conduisaient l'eau dans la ville de plus de dix ou douze lieues de distance (±47 km / ±58 km) pour des raisons de santé, à des fins de purification, afin qu'elle soit « bien évaporée et subtilisée ».
Dans son ouvrage de 1669, Éloge historique de la ville de Lyon, Claude-François Ménestrier (1631-1705) n'évoque les aqueducs que par l'usage qui est fait de l'eau acheminée dans la ville. Il émet l'hypothèse qu'ils alimentaient aussi l'amphithéâtre pour des spectacles de naumachie, idée qui a eu cours jusqu’à la fin du XIXe siècle sans parvenir à l'étayer. Il cite également l'aqueduc de Miribel (les Sarrasinières), dont il dit en être le découvreur. Il est depuis établi qu'il ne s'agissait en rien d'un aqueduc.
Jacob Spon (1647-1685) dissertait sur les aqueducs dans son ouvrage Recherche des antiquités et curiosités de la ville de Lyon (1673), mais sans apporter d'éléments nouveaux par rapport aux auteurs antérieurs. Comme Champier, il situait leur prise d'eau vers Saint-Étienne pour acheminer l'eau du Furan jusqu'à la porte de Trion, à Lyon, citant l'étymologie fantaisiste donnée par Paradin. Comme ses prédecesseurs, il ignorait l'existence des siphons, le poussant à imaginer que les vallons étaient franchis grâce à des arches d'une hauteur lui apparaissant « prodigieuse »,. Lui aussi soulignait leur qualité et leur appareil en pointes de diamant, qui n'est autre que l'opus reticulatum mentionné par du Choul. Il appuie le constat posé par Bellièvre qui distinguait déjà des aqueducs de différente facture, tel que celui localisé à Miribel par Ménestrier. Concernant les ponts-siphons de Beaunant et des Planches, ne distinguant pas leurs fonctions de pont-canal et de pont-siphon, il soutenait l'hypothèse de Bellièvre pour qui il s'agissait encore d'autres aqueducs, différents des autres vestiges, doutant même de leur ancienneté,.
Cependant, il s'étonne que Champier ait imaginé que ces aqueducs aient pu être construits avant les Romains, et se réfère à l'ouvrage la Limagne d'Auvergne de Symeoni pour étayer l'idée qu'ils aient pu être l'œuvre des soldats de César. Il illustre son ouvrage d'une gravure Veüe des Aqueducs qui paroissent hors la Porte S. Irenée, qui est la plus ancienne vue des aqueducs lyonnais figurant dans un ouvrage imprimé.
Dans son nouvel ouvrage publié en 1696, Histoire civile ou consulaire de la ville de Lyon, Claude-François Ménestrier (1631-1705) dissertera longuement sur les aqueducs, reprenant les éléments donnés dans son précédent livre (1669) sur l'usage de l'eau et sur l'aqueduc de Miribel, en ajoutant quelques informations citées par Spon, comme l'origine des aqueducs dans les montagnes du Forez, près de Saint-Chamond ou leur revêtement en pierres taillées en losange. Il cite le terme lyonnais adoy pour désigner les aqueducs et reprend l'étymologie d'arcs des Sarrasins « par corruption » du mot d'arcs Césariens déjà citée par Sala. De cette interprétation, Ménestrier inférait que ceux-ci auraient été édifiés par Marc-Antoine sur ordre de Jules César, non pas pour alimenter la ville antique de Lyon, mais pour occuper des légions romaines désœuvrées qui auraient été stationnées à l'ouest de Lyon et couvrir leurs besoins en eau,.
De cette première idée, il supposait que l'eau parvenue jusqu'à la colonie romaine n'était qu’une compensation accordée par Marc-Antoine à ses habitants pour leur contribution à l'entretien des légions. D'ailleurs, il appuiera son hypothèse au prétexte des traces laissées par l'incendie de Lyon sous Néron et des périodes pendant lesquelles d'importantes troupes avaient séjourné dans la région.

### XVIIIesiècle

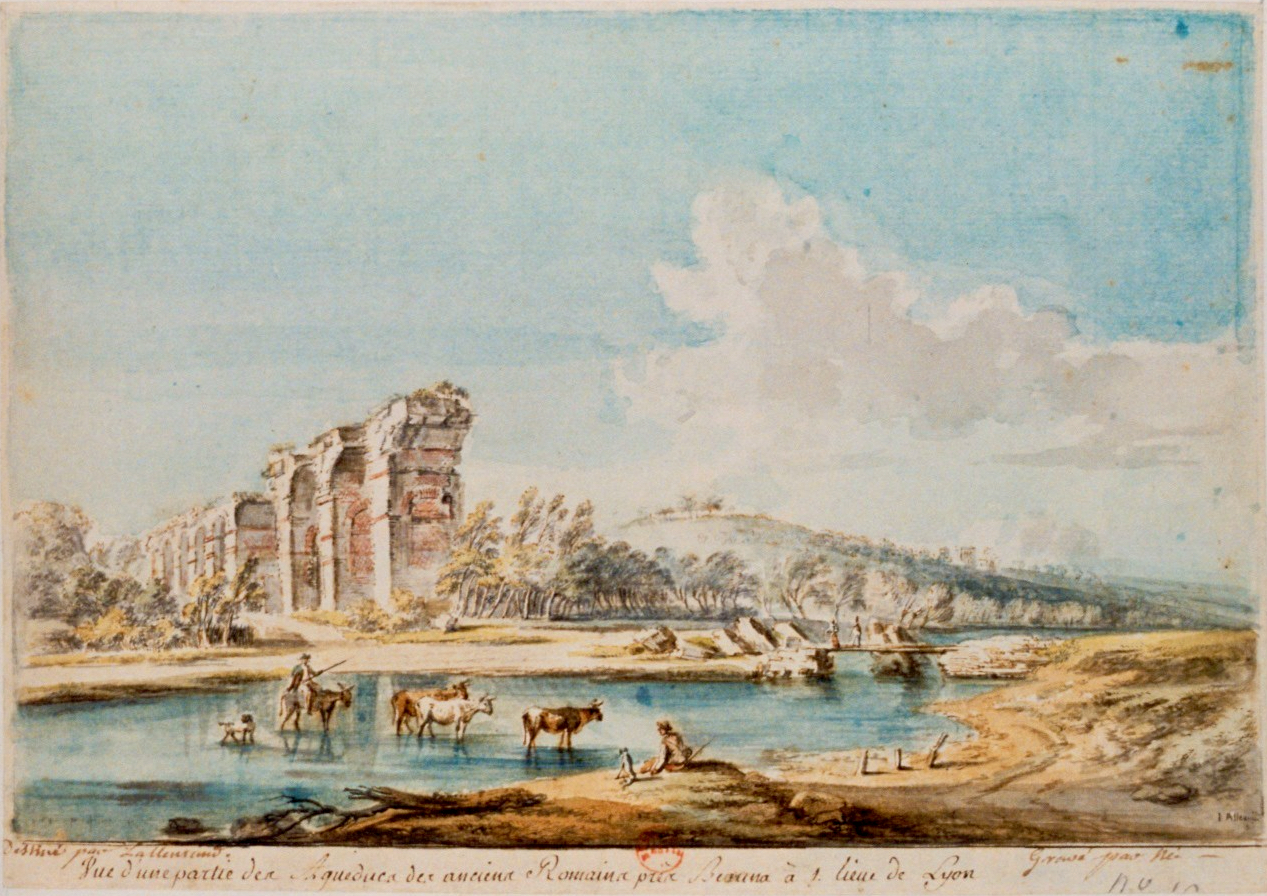
Aquarelle de Jean-Baptiste Lallemand Vue d'une partie des Aqueducs des anciens Romains près Beauna [sic] à 1 lieue de Lyon, dans les années 1780.

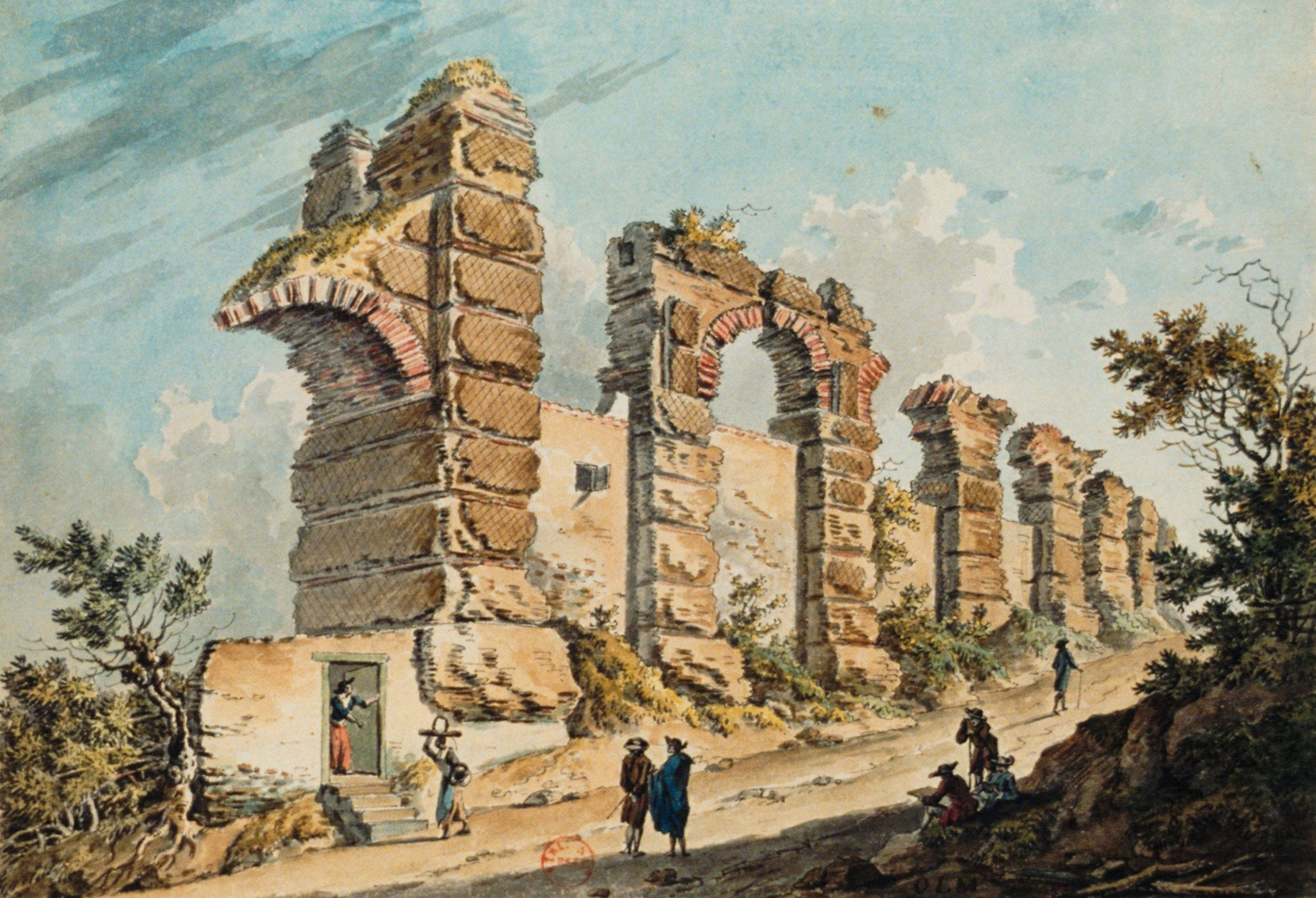
Dessin d'Olivier Le May Restes d’un aqueduc bati par les Romains à la porte de St Just à Lion [sic], dans les années 1780.

Dominique de Colonia (1660-1741) reprendra brièvement dans son ouvrage Antiquitez de la ville de Lyon (1701) l'assertion de Ménestrier selon laquelle les aqueducs auraient été édifiés par Marc-Antoine pour les besoins de légions romaines campées près de Lyon, illustrant son ouvrage d'une gravure des Aqueducs des Romains que l'on voit hors la porte de St. Irenée.
Il cite plus longuement les idées de ses prédécesseurs dans son ouvrage de 1733 Antiquités de la ville de Lyon, ou explication de ses plus anciens monumens, sans remettre en cause les hypothèses formulées ni apporter d'éléments nouveaux. Il reprendra également l'affirmation formulée par Spon et développée par Ménestrier selon laquelle les aqueducs seraient l'œuvre des soldats des légions romaines,, exposant longuement les arguments énoncés par Ménestrier qui permettraient d'attribuer à Marc-Antoine la paternité de leur construction,,. Il reprendra quasiment telle quelle la description des aqueducs faite par Spon et Ménestrier, sans ajouter là non plus d'éléments nouveaux,,,,, ainsi que l'illustration ayant servi à son précédent ouvrage publié en 1701, Aqueducs des Romains que l'on voit hors la porte de St. Irenée.
Guillaume Marie Delorme (1700-1782) a été le premier à consacrer une étude scientifique aux aqueducs lyonnais. En 1760, il publie le résultat de ses recherches. Il a également été le premier à identifier trois aqueducs distincts, auxquels il donne les noms d'aqueduc du Mont d'Or, d'aqueduc de la Loire ou de Feurs (l'aqueduc de la Brévenne qu'il pensait alimenté par les eaux de la Loire) et d'aqueduc du Mont-Pila (l'aqueduc du Gier). Il datera la construction des deux premiers du règne de l'empereur Marc-Antoine (1er siècle avant JC) et le troisième sous Claude (1er siècle ap. JC).
Enfin, il réfute le sentiment des historiens de Lyon sur la destination des aqueducs à l'alimentation d'un camp romain situé à l'ouest de Lyon, décrivant avec précision le mode de construction et le tracé de l'aqueduc du Pila (nom donné à l'époque à l'aqueduc du Gier), dont il détermine qu'il est alimenté par les eaux du Gier plutôt que du Janon ou du Furan, et dont il estime le débit. Mais surtout il révèle le mécanisme des siphons renversés qui permettent de franchir les larges vallées.
Ses relevés des vestiges aériens, très précis, ne seront pourtant pas publiés faute d’avoir pu être gravés. Repérés par l’archéologue François Artaud en 1817-1818, puis longtemps perdus, ces dessins sont réapparus en 2003, et acquis par la ville de Lyon et déposés aux Archives Municipales,.

### XIXesiècle

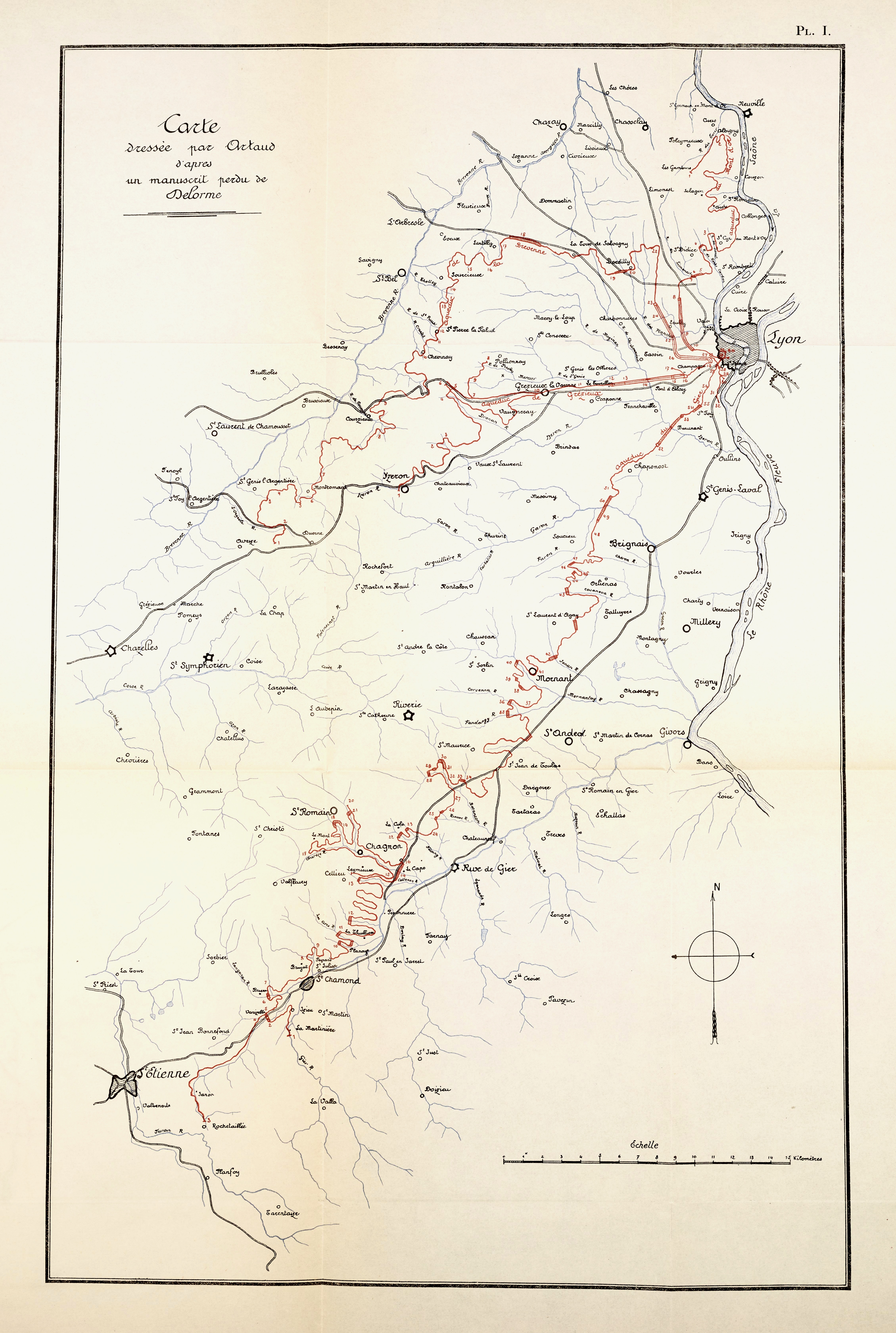
Carte des aqueducs romains de Lyon, dressée par François Artaud d'après un manuscrit perdu de Guillaume Marie Delorme (1817).

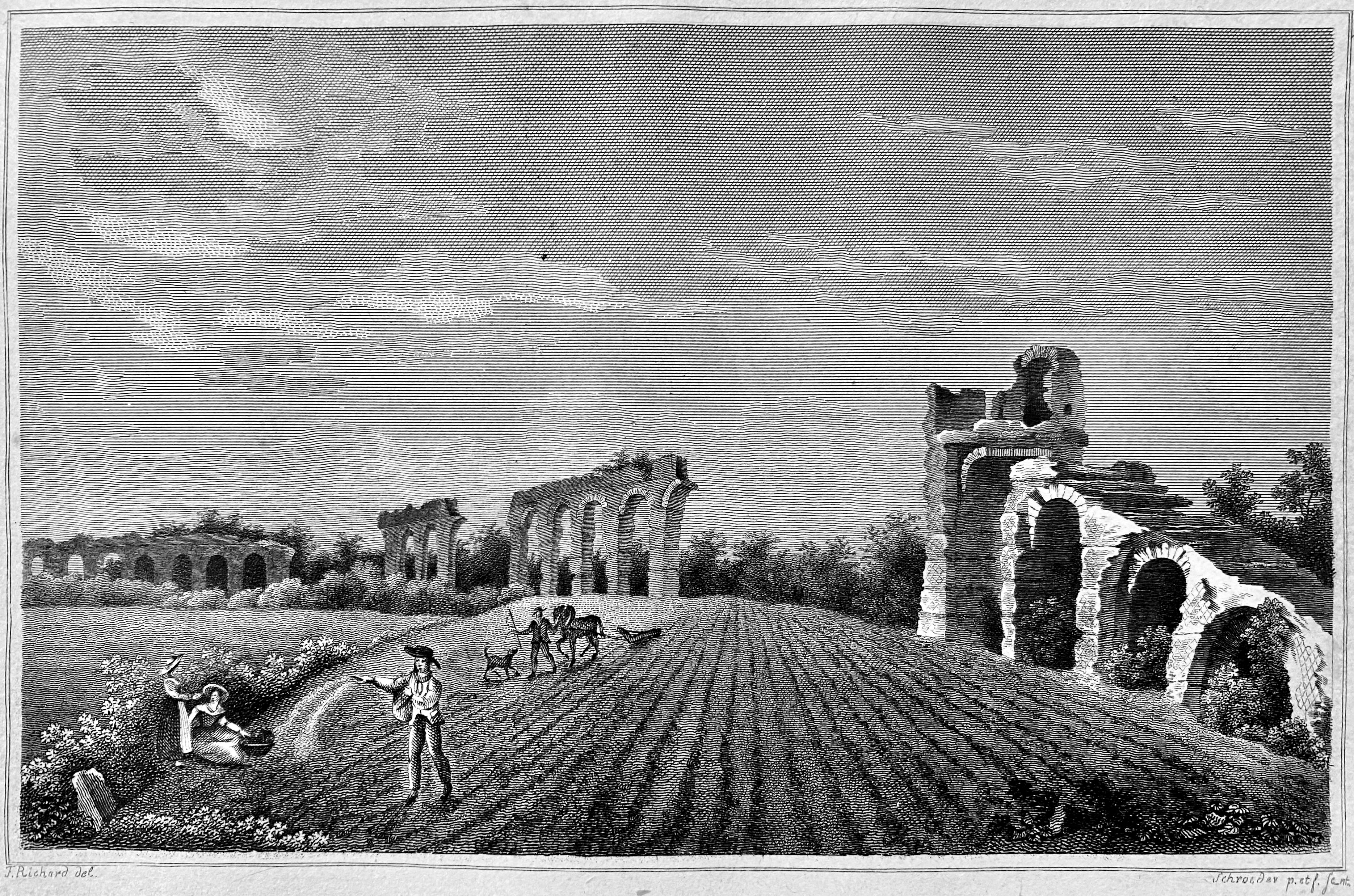
Aqueduc du Gier à Chaponost. Gravure de Fleury François Richard publiée dans le livre de Pierre Clerjon Histoire de Lyon, paru en 1829.

En 1817, d'après un manuscrit aujourd'hui perdu de Delorme, Artaud dessinera le tracé complet des aqueducs de Lyon en le reportant sur un fond de carte de Cassini. Ce document sera révélé en 1895 par André Steyert dans sa Nouvelle histoire de Lyon puis également publié par François Gabut en 1896 et Camille Germain de Montauzan en 1908.
Armand Louis Bon Maudet de Penhouët (1767-1839) suit les traces de Delorme et publie en 1818 ses Lettres sur l'histoire ancienne de Lyon, dans lesquelles il reprend les éléments donnés par Guillaume Marie Delorme, particulièrement la description des siphons renversés. Il agrémente son ouvrage de lithographies et de plans des aqueducs et de ces siphons.
Dans son ouvrage de 1821, Addition au commentaire de S. J. Frontin sur les aqueducs de Rome, Jean Rondelet (1743-1829) cite les travaux de Delorme sur l’aqueduc du Gier, à partir desquels il établit une carte de son tracé qui est la première à être publiée. Il révise fortement à la baisse le débit estimé par Delorme en le comparant avec celui de l’aqueduc Felice à Rome.
En réponse à la question mise au concours en 1834 par l'Académie Royale des sciences, belles-lettres et arts de Lyon, l'architecte Alexandre Flachéron (1811-1841), propose la restauration de l'aqueduc de la Brévenne comme un des meilleurs moyens d'approvisionner la ville de Lyon en eau potable, mais aucune des solutions proposées ne voit finalement le jour. Les travaux de Flachéron sur trois aqueducs, ceux du Mont-d'Or, de la Brévenne et du Gier, seront publiés en 1840.
En 1834 l'ingénieur Paul de Gasparin (1812-1893) cartographie complètement l'aqueduc du Gier, à l’échelle 1:40 000 et en établit le profil en long par un nivellement précis. Ce profil en long a été reproduit à la fin de la thèse de Germain de Montauzan. Fin août 1834 il guide Prosper Mérimée, alors fraîchement nommé Inspecteur Général des Monuments Historiques de France, lors de sa visite des aqueducs de Lyon. Ses travaux ne seront publiés qu'en 1855.
Gustave Bonnet (1810-1875), Ingénieur en chef des Ponts-et-Chaussées de la ville de Lyon, dresse en 1867 une carte détaillée du tracé des aqueducs du Gier, de la Brévenne et du Mont-d'Or, qui sera complétée, rectifiée et publiée par François Gabut en 1889, celui-ci y ayant ajouté les aqueducs de Vaugneray et de Pollionnay (que l’on rattache aujourd'hui à l’aqueduc de l'Yzeron).
François Gabut (1828-1911), chef du contentieux à la Compagnie des Eaux de Lyon, entreprend dès avant 1870 des recherches sur les différents aqueducs, dont il fournit une description détaillée dans une série de 15 articles publiés de 1880 à 1903, principalement dans la Revue du Lyonnais,,,,,. Il affirme que l'ancienne Lugdunum était alimentée par trois aqueducs, l'aqueduc de la Brévenne, l'aqueduc du Pila, ou du Gier et l'aqueduc des bords du Rhône, ou de Miribel, car il considère que l'aqueduc du Mont d'Or et les différentes ramifications de l'Aqueduc de l'Yzeron, qu’il appelle aqueduc de Vaugneray et de Craponne, aqueduc du Recret et aqueduc d’Yzeron, étaient des aqueducs « ruraux » desservant des villas ou des fermes et n’arrivant pas jusqu’à la ville. Il est le premier à étudier l’aqueduc de Fontanières.

### XXeetXXIesiècles
Le XXe siècle débute avec les travaux de thèse de Camille Germain de Montauzan (1862-1942) qui, s'appuyant sur les travaux de ses prédécesseurs, effectuera des comparaisons avec des aqueducs de Rome, de Tunisie, d'Île-de-France, et de Fréjus ; sur de nombreux calculs (vitesse, perte de charge, pression hydraulique, etc.) ; ainsi que sur des observations photographiques personnelles. L'ouvrage fera date jusque dans les années 1960-1970 où des investigations poussées reprendront. Les découvertes archéologiques faites après-guerre, la redécouverte des dessins originaux de Delorme, la constitution d'associations d'histoire et d'archéologie et l'emploi de nouvelles techniques d'investigation enrichiront grandement l'étude des aqueducs romains. Parallèlement, la DRAC-Rhône-Alpes intègre les quatre ouvrages dans sa politique de conservation.
Pour la décennie 1970, les travaux de Louis Jeancolas et Jean Burdy vont compter parmi les références les plus importantes dans ce domaine, tandis que les décennies 1980 et 1990 sont marquées par l'émergence de l'archéologie préventive et la publications de monographies dédiées aux quatre grands aqueducs lyonnais.
Plus de quarante ans après les Journées d’étude sur les aqueducs romains de 1977, en octobre 2020, de nombreux spécialistes se réunissent à Lyon dans le but d'échanger et de mieux comprendre la situation particulière de cette ville, ce qui aboutira à une publication comptant près de trente auteurs. Faisant état de la recherche dans ce domaine, ils montrent que si les aqueducs lyonnais ont été longuement étudiés au cours des siècles, leur tracé exact continue d'être débattu.
Dans le cadre de la recherche menée sur les galeries antiques de Lyon, Emmanuel Bernot (2022, 2023) fait état du réseau d'eau antique sur les pentes de la Croix-Rousse (nappes phréatiques, galeries, qanat, citernes, fontaines). Il en conclut que, à la différence de la colline de Fourvière, la pression du réseau d'eau croix-roussien à l'époque antique suffisait à alimenter les fontaines de cette partie de la ville, rendant superflu un quelconque aqueduc sur ces pentes et en presqu'île à cette période,.

## Les différents aqueducs de Lugdunum
Quatre aqueducs au moins ont approvisionné la ville en eau (l’existence d’un cinquième aqueduc commence à être établie et deux autres, présentés à la fin de ce paragraphe, sont plus discutés). Ils cumulent 220 kilomètres de canalisations. Ce sont, du plus court au plus long (et du plus ancien au plus récent) :

### L'aqueduc des Monts d'Or

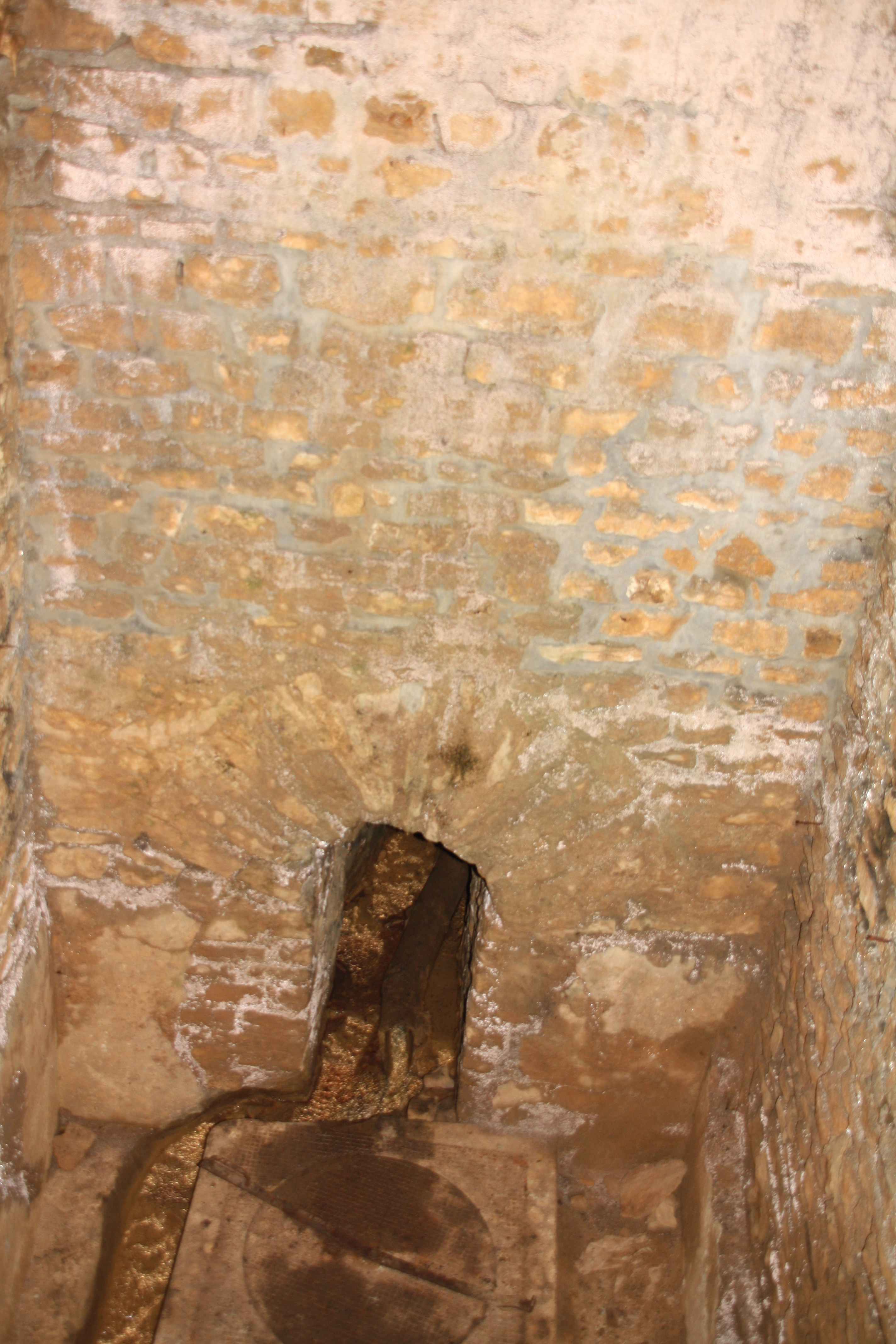
Source du vallon d'Arches, prise d'eau de l'aqueduc des monts d'Or.

L'aqueduc des Monts d'Or, le premier construit, (sans doute par Marcus Vipsanius Agrippa, vers l'an 20 avant Jésus-Christ), s'alimentait aux sources du ruisseau du Thou, sur le versant septentrional des Monts-d'Or (aujourd'hui sur la commune de Poleymieux-au-Mont-d'Or). Il mesure 26 kilomètres, dont 22 en tranchée couverte.
Son altitude de départ était assez basse (370 mètres), et sa pente ne permettait qu'une arrivée à Fourvière à l'altitude de 260 mètres environ, tout juste suffisante pour passer le seuil de Trion. Quant à son débit, il est très variable suivant les sources. Camille Germain de Montauzan l'estime entre 8 000 m3 par jour (93 L/s) et 15 000 m3 par jour (174 L/s) ; Jean Burdy, entre 2 000 m3 par jour (23 L/s) et 6 000 m3 par jour (70 L/s).

### L'aqueduc de l’Yzeron

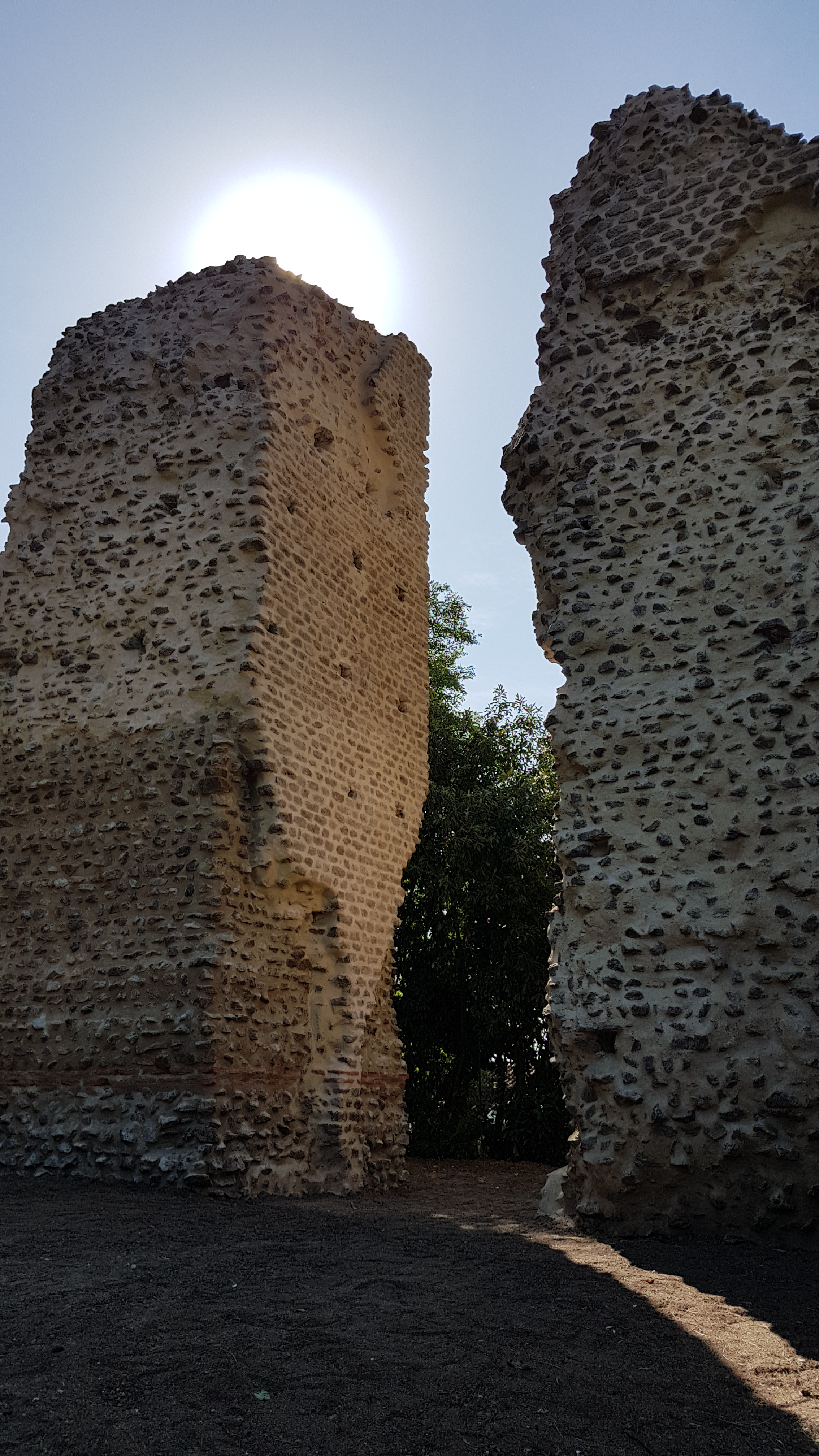
Les piles du Tourillon, anciens vestiges du réservoir intermédiaire du siphon double de l'Aqueduc de l'Yzeron à Craponne, après rénovation en septembre 2019.

L'aqueduc de l'Yzeron fut le second dans l'ordre de construction, durant le règne d'Auguste, peut-être vers l'an 9 avant Jésus-Christ. Il possède une particularité qui le distingue des trois autres : c'est le seul aqueduc ramifié de Lugdunum. Il prend sa source principale à Yzeron, mais d'autres existent, notamment à Pollionnay et Vaugneray. Les différentes canalisations confluent à Grézieu-la-Varenne et Craponne, d'où le nom d'« aqueduc de Craponne » donné à cet ouvrage par Camille Germain de Montauzan.
Contrairement aux aqueducs du Gier et des Mont-d'Or, l'ouvrage d'Yzeron prenait sa source à une altitude particulièrement élevée : 710 mètres à 715 mètres (mais 600 mètres pour la branche de Vaugneray). Toutefois, cela ne constituait pas forcément un atout, une pente trop forte pouvant entraîner une vitesse excessive de l'eau et, en conséquence, une usure rapide de la structure du canal. D'ailleurs, des réparations sont visibles à plusieurs endroits sur cet ouvrage : le fond de la cunette est recouvert par endroits de parfois plus de cinq recharges limono-graveleuses plus ou moins compactes, preuve soit que le fond d'origine a été altéré par l'eau et a nécessité  réparation, soit que l'équipe d'entretien de l'ouvrage a jugé nécessaire de redessiner la pente pour freiner le courant.
Aussi cet aqueduc fut-il le lieu d'expérimentation du procédé des chutes brise-pente (voir ci-dessous). Long de 26 à 40 kilomètres suivant les branches, il arrivait à une altitude estimée à 268 mètres, dans l'actuel quartier du Point-du-Jour. Selon Camille Germain de Montauzan, son débit se situait entre 12 000 m3 par jour (129 L/s) et 15 000 m3 par jour (176 L/s). Les études actuelles se montrent moins assurées et Jean Burdy ne donne pas de volume.
Une autre particularité remarquable de cet ouvrage est le double siphon permettant de franchir d'une part le plateau légèrement concave de Craponne, et d'autre part la profonde vallée d'Alaï. Le premier siphon permettait d'éviter la construction d'une très longue section (plus d'un kilomètre) sur des arcades particulièrement hautes, le second de franchir la vallée d'Alaï. Un seul siphon était inenvisageable, la remontée intermédiaire au niveau des Tourillons aurait provoqué une accumulation d'air à cet endroit, ce qui aurait brisé à long terme le siphon,.

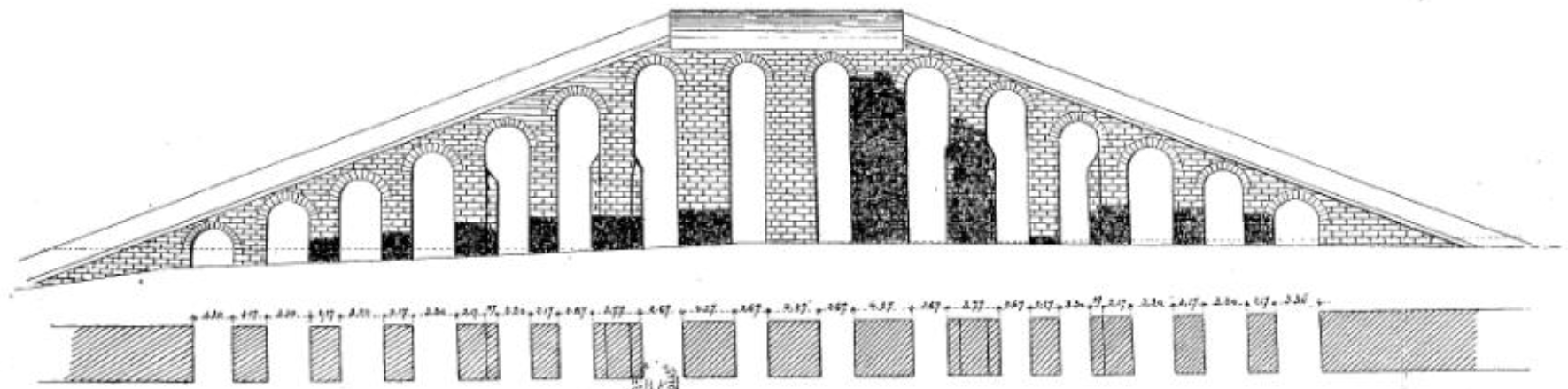
Reconstitution de Germain de Montauzan du réservoir du Tourillon, à la fois réservoir de fuite du siphon de Craponne et réservoir de Chasse du siphon d'Alaï. Les parties en noir correspondent aux éléments toujours debout à l'époque (1908).

### L'aqueduc de la Brévenne

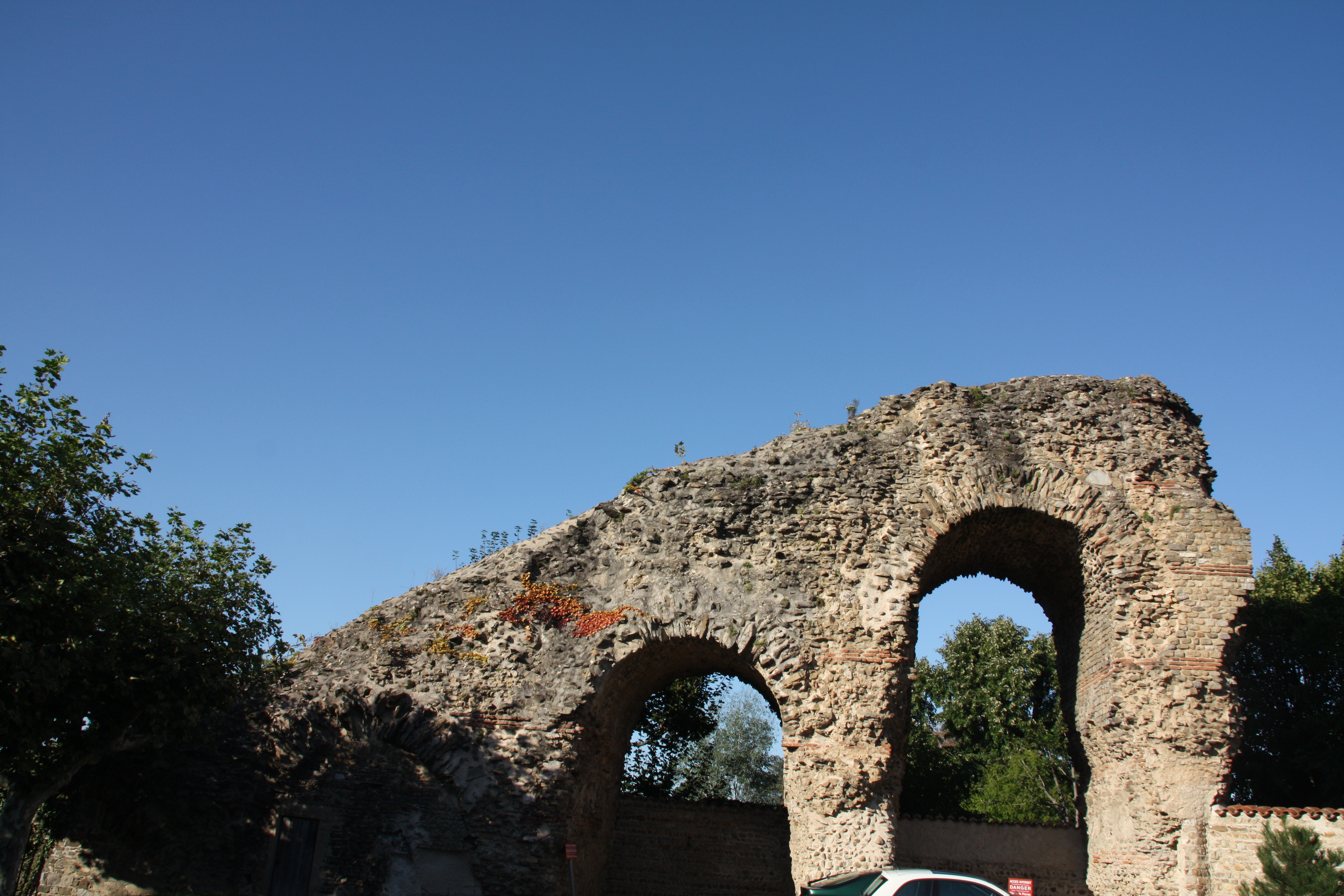
Rampant du siphon des Massues de l'aqueduc de la Brévenne à Tassin-la-Demi-Lune.

L'aqueduc de la Brévenne fut construit sous le règne de Claude. L'altitude de sa source et la localisation de celle-ci au cœur des Monts du Lyonnais sont assez proches de celles de l'aqueduc précédent. En revanche, le tracé et les procédés mis en œuvre sont radicalement différents.
L'aqueduc de la Brévenne présente la caractéristique de bénéficier d’un renfort doublant le piédroit, non maçonné et qui apparaît à partir du niveau de la fondation du canal.
Comme l'aqueduc d'Yzeron, celui de la Brévenne avait recours à plusieurs captages (tous situés sur des affluents de rive droite de la Brévenne, d'où son nom), pour augmenter et sécuriser son débit. Mais ces différents captages étaient tous effectués sans ramification, directement sur le tracé de l'aqueduc. Comme ces captages sont situés sur le versant occidental (opposé au versant lyonnais) des Monts du Lyonnais, l'aqueduc de la Brévenne développe une longueur bien supérieure (66 kilomètres, dont 59 en tranchée couverte) à celle de l'ouvrage de l'Yzeron. Il part de 630 mètres d’altitude pour arriver environ à 280 mètres à Saint-Just, après une section en siphon particulièrement longue (3 500 mètres). Camille Germain de Montauzan estime que son débit était le plus important des quatre ouvrages alimentant Lyon (28 000 m3 par jour, soit 324 L/s). Toutefois, Jean Burdy est plus réservé et n'accorde que 10 000 m3 par jour (115 L/s) à cet ouvrage.

### L'aqueduc du Gier

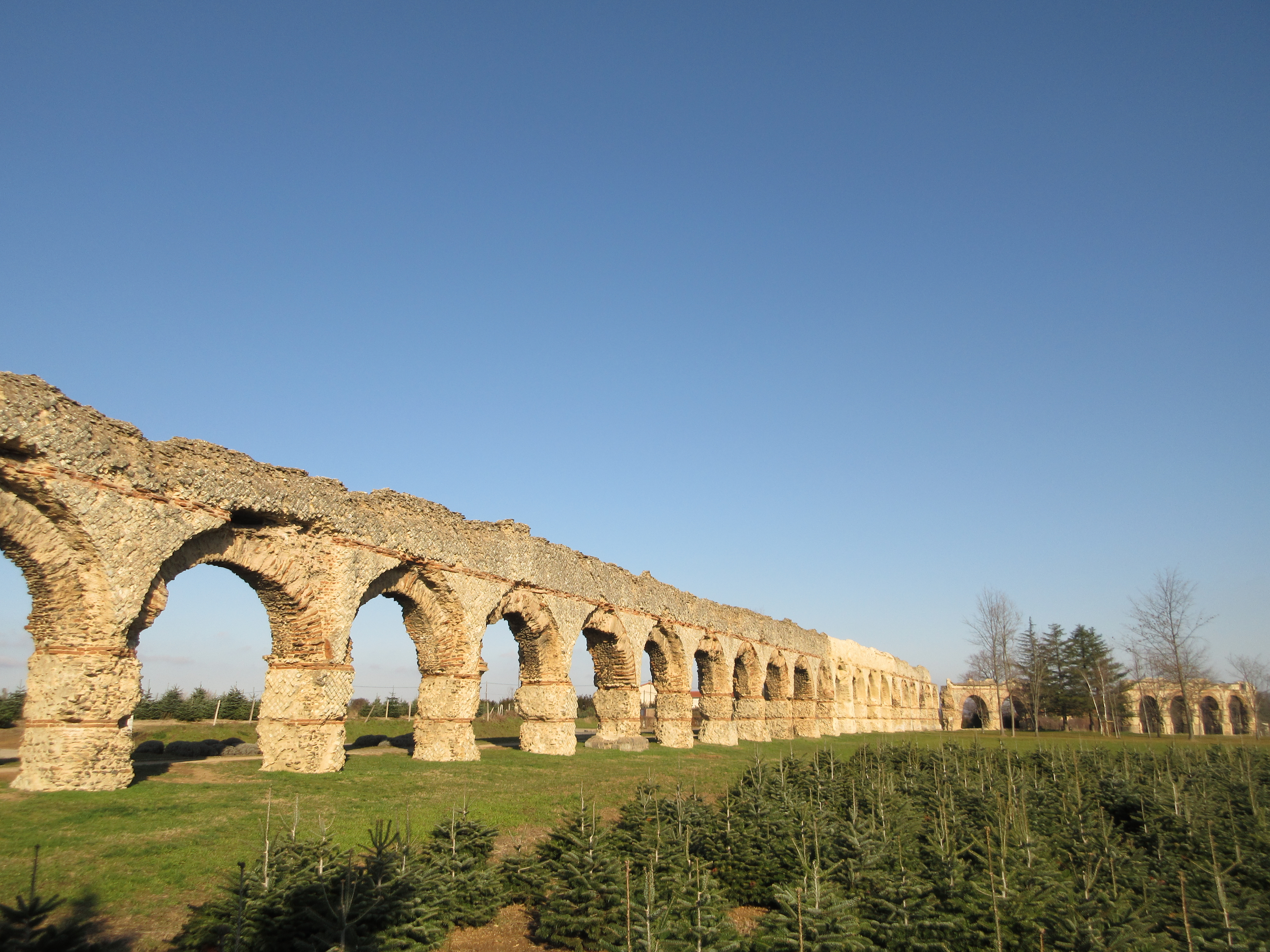
Vestiges de l'aqueduc du Gier à Chaponost.

L'aqueduc du Gier est de loin le plus long, le plus ambitieux et le plus complexe techniquement des quatre ouvrages alimentant Lyon, il se caractérise notamment par une grande utilisation des siphons (quatre siphons, représentant cinq kilomètres de longueur cumulée). Dernier construit, la récente découverte de restes de coffrages en bois datés de l’an 110 a permis de situer sa construction sous le règne de l’empereur Trajan, sans exclure cependant qu’il ait été achevé sous Hadrien, comme l’a avancé Camille Germain de Montauzan.
La longueur de ce canal est de 86 kilomètres, dont 73 en tranchée couverte. Dans cette longueur, il faut toutefois compter les 11 kilomètres du dédoublement qui s'opère au passage de la vallée de la Durèze. La prise d'eau s'effectue dans le Gier, au-dessus de Saint-Chamond, à l'altitude d'environ 410 mètres. L'altitude d'arrivée étant de 300 mètres (réservoir de Cybèle à la Sarra, l'aqueduc du Gier étant le seul à atteindre le sommet de la colline de Fourvière), la pente était particulièrement faible (0,5 à 1,2 ‰, contre une moyenne double pour les autres ouvrages) et constituait une réalisation technique remarquable. En arrivant sur la colline de Fourvière, le canal traversait d'abord toute la partie la plus haute, qui correspond aujourd'hui à Sainte-Foy-lès-Lyon et au quartier de Saint-Irénée, traversait le seuil de Trion perpendiculairement aux trois autres ouvrages, par un siphon, et atteignait le sommet de la Sarra, sur la partie de la colline consacrée au forum.
Paul de Gasparin estime son débit à 24 000 m3 par jour, soit 278 L/s). Camille Germain de Montauzan confirme le calcul de Gasparin. Jean Burdy, quoiqu'il minimise les débits suggérés par ses prédécesseurs, affirme que le débit de cet aqueduc était le plus abondant de tous (15 000 m3 par jour, soit 173 L/s).
Comparativement aux autres aqueducs, en particulier à celui de la Brévenne dont la longueur est comparable, l'aqueduc du Gier est également celui dont la structure du canal était la plus résistante, soit du fait d'un matériau mieux adapté, soit du fait de meilleures techniques constructives. En tout cas, les sondages archéologiques menés dans les années 1980 et 1990 ont révélé des sections intactes beaucoup plus nombreuses et beaucoup plus longues sur les tranchées de l'aqueduc du Gier que sur les autres sections en tranchées.

## Aqueduc de Fontanières
Il commence à être établi qu'un cinquième aqueduc, d'une longueur comparable à celui du Mont-d'Or, aurait été construit sur la balme de Sainte-Foy-lès-Lyon, au lieu-dit de Fontanières.
Les vestiges de cet aqueduc ont été répertoriés et examinés dès 1892 par François Gabut, qui le fait figurer sur la carte schématique des aqueducs lyonnais qu’il publie en 1903.
Dans son manuscrit de 1559 Gabriel Symeoni mentionne des vestiges proches de la porte de Saint-Irénée, que l'on pense aujourd'hui appartenir à cet aqueduc.

## Galeries confondues avec des aqueducs

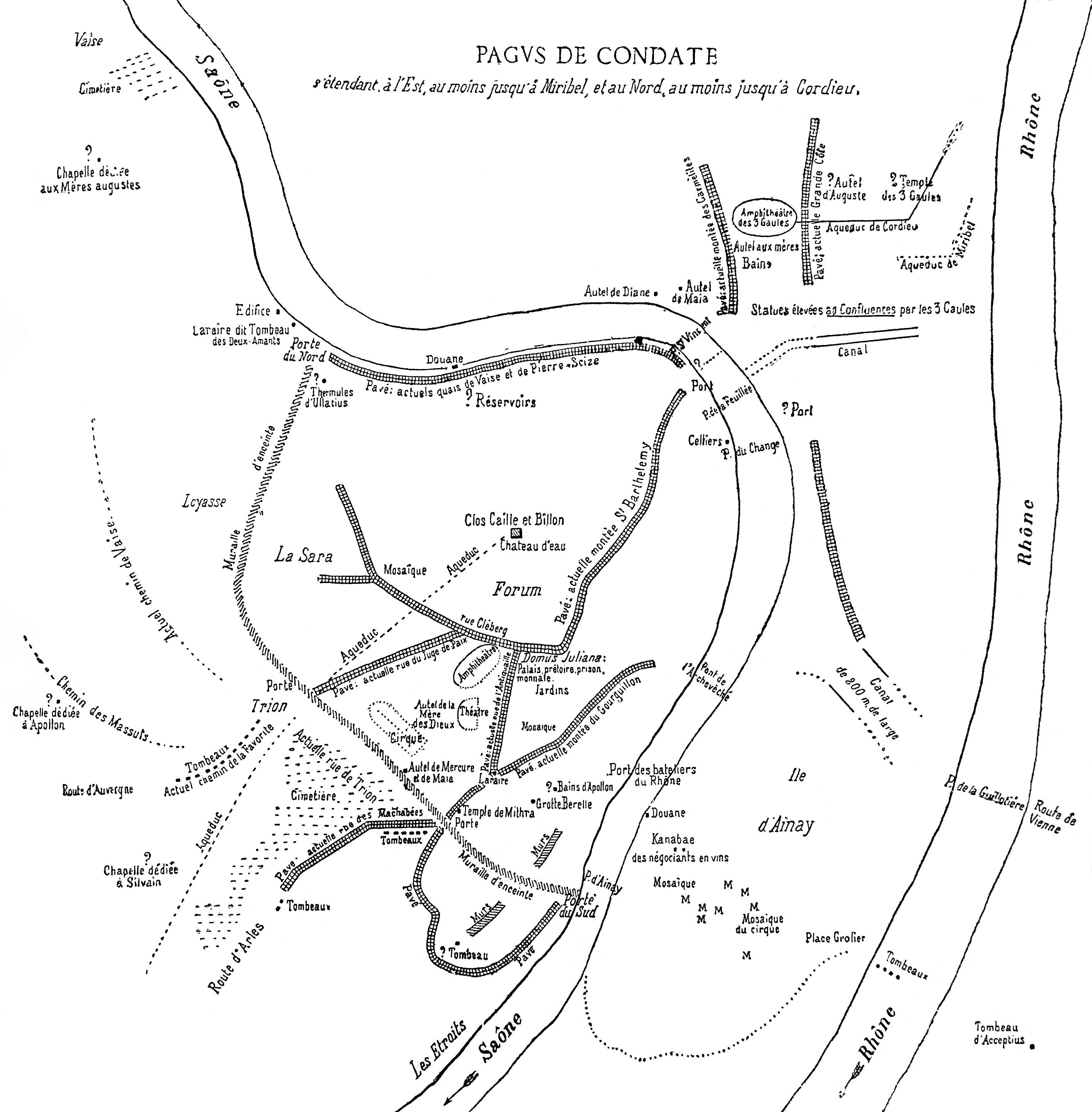
Plan de Lyon antique montrant le tracé des aqueduc de Miribel et Cordieu, par A. Allmer et P. Dissard (1890).

La littérature archéologique rédigée et publiée au cours du XIXe siècle mentionne deux autres aqueducs supposés être romains : ceux de Cordieux (Montluel) et de Miribel. Il est dit qu'ils auraient alimenté les pentes, l'Amphithéâtre des Trois Gaules et le début de la Presqu'île.

### Aqueduc de Cordieu
D'après la tradition, il prendrait naissance à Cordieux (dans la commune de Montluel), sur le plateau de la Dombes, dans le but supposé d'alimenter l'Amphithéâtre des Trois-Gaules pour des naumachies. Toutefois, son tracé ainsi que les naumachies lyonnaises restent à l'état d'hypothèses, l'une ne reposant que sur une tradition orale et uniquement sur des éléments de galeries observables à Lyon. D'ailleurs, une étude récente (2022) précise que ces galeries captaient les ressources aquifères de la Croix-Rousse, particulièrement abondantes et suffisantes pour les besoins en eau de cette partie de la ville.

### Aqueduc de Miribel
Le récit de l'aqueduc de Miribel repose sur l'observation des doubles galeries qui suivent le Rhône, depuis Neyron jusqu'à Caluire et Lyon, connues sous le nom de Sarrasinières. Guillaume Marie Delorme est le premier à en faire le récit et affirme même en avoir retrouvé les traces jusqu'à l'Hôtel de ville ; ses propos seront repris et très peu mis en doute durant plusieurs siècles,.
Cyril Ducourthial (2023) atteste que ces galeries ne servaient ni au transit de l'eau, ni à faire circuler des personnes. En revanche, elles semblent plus vraisemblablement être les vestiges d'éléments de fondation antiques (quai, voie surélevée). Aussi, cet édifice est suffisamment semblable en plusieurs points avec celui des arêtes de poisson pour postuler une probable compatibilité.

## Techniques mises en place

### Types de conduites

#### Canaux en tranchée

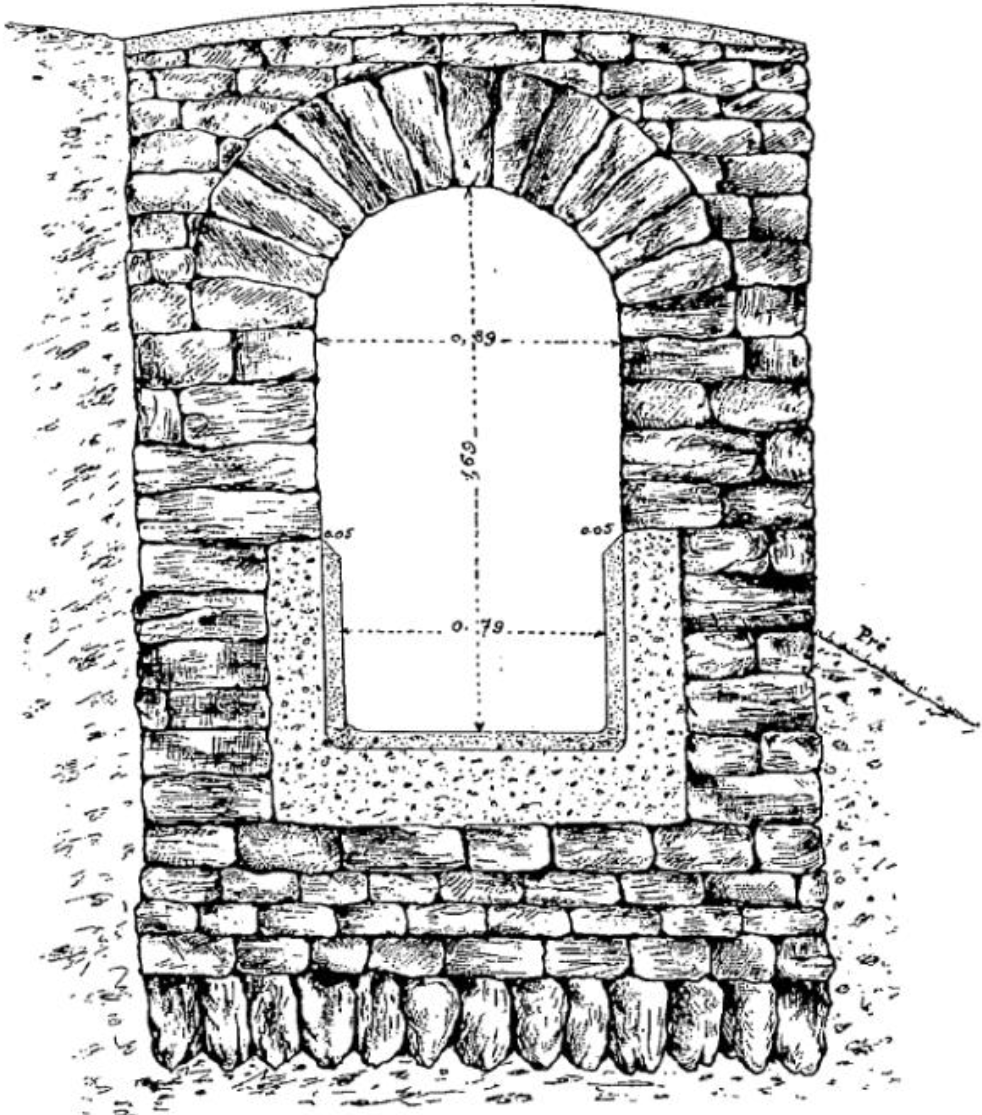
Section d'une tranchée sur l'aqueduc du Gier (relevé et dessin par C. Germain de Montauzan).

Les canaux en tranchée représentent l'immense majorité du tracé des aqueducs (à titre d'exemple, la partie en tranchée représente 90 % du tracé de l'aqueduc du Gier, et 94 % du tracé de l'aqueduc de la Brévenne).
La tranchée était creusée, puis son radier constitué par des moellons debout, de vingt à trente centimètres de hauteur. Au-dessus de ceux-ci, un mortier figeait quatre ou cinq épaisseurs de petits matériaux réguliers, la plupart du temps taillés en parallélépipèdes de manière sommaire ; la partie supérieure de cet assemblage constituait le point bas du canal proprement dit, tandis qu'un assemblage de même nature de chaque côté en formait les montants. La section supérieure de la galerie était la plupart du temps voûtée, avec des moellons de relativement grande taille (15 à 25 centimètres). L'ouvrage maçonné terminé, la tranchée était remblayée ; dans tous les cas, la face externe de la partie supérieure de la galerie n'était jamais à une profondeur inférieure à un mètre, afin d'assurer la pérennité de l'ouvrage.
Une tranchée mesurait en moyenne deux mètres de largeur pour trois à quatre mètres de profondeur. On peut ainsi calculer que les deux aqueducs du Gier et de la Brévenne représentaient 500 000 m3 chacun de terrassements en déblais pour la réalisation de ces tranchées, et l'ensemble des quatre aqueducs 1,2 million de mètres cubes. la quantité de maçonnerie nécessaire à la réalisation de chacun des deux plus grands aqueducs est quant à elle environ de 300 000 m3 (800 000 m3 pour les quatre ouvrages).

#### Tunnels
Les tunnels correspondaient à la traversée souterraine d'un relief, afin de s'épargner un long trajet de contournement, qui s'avérait non seulement coûteux mais qui faisait perdre de l'altitude au canal. Ils n'étaient pas nécessaires sur les premiers aqueducs de Lyon, qui descendaient en droite ligne des reliefs proches des Monts-d'Or et du Lyonnais. En revanche, il est possible, mais non prouvé, que le constructeur romain y ait eu recours pour l'aqueduc de la Brévenne ; pour l'aqueduc du Gier, dont le tracé suit le flanc sud-ouest des monts du Lyonnais, huit tunnels sont attestés, trois autres sont plus douteux. Les tunnels cumulent une longueur de 3 400 mètres, le plus long mesurant 825 mètres ; ces ouvrages permettent de raccourcir l'aqueduc de 6 kilomètres, ce qui représente 3 à 8 mètres de gain vertical.

#### Pentes
Une pente minimale était nécessaire pour assurer un débit suffisant et éviter toute stagnation. La pente ne devait pas non plus être trop importante (voir paragraphe ci-dessous), afin de ne pas éroder le revêtement interne du conduit. Afin d'assurer une pente constante et aussi précise que possible, particulièrement pour l'aqueduc du Gier, dont le point de départ était assez bas, le point d'arrivée plus haut et la longueur plus importante que pour les autres ouvrages. L'outil utilisé était le chorobate, sorte de niveau à eau.
Toutefois, l'extrême régularité du tracé n'empêche pas des accidents ponctuels qui se manifestent par des raccords imparfaits, auxquels cas une brève section à plus forte pente était insérée. Dans d'autres cas, le relevé du fond de la cunette montre de légères contre-pentes, mesurant jusqu'à une dizaine de mètres de longueur. Ces accidents sont imputables à des malfaçons de pose pour les plus petits, à des raccords entre deux équipes travaillant sur des sections différentes pour les plus importants.

#### Chutes

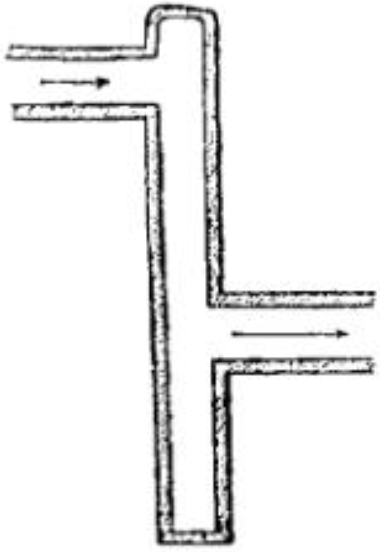
Chute brise-pente sur l'aqueduc d'Yzeron.

La pente moyenne idéale était située autour de 1,5 mm/m, c'est-à-dire 1,5 ‰. Au-delà, la vitesse de l'eau risquait d'excéder 1 m/s et de détériorer par son action érosive le tunnel. Or, on a vu que deux des aqueducs, ceux de la Brévenne et surtout d'Yzeron, partaient d'une altitude assez élevée. Pour l'aqueduc de la Brévenne, la pente moyenne était de 5 ‰ ; pour celui d'Yzeron, presque de 11 ‰ ,. Il était donc indispensable aux Romains de casser cette pente. La solution retenue fut de construire de courts biefs horizontaux ou de très faible pente, séparés par des chutes pratiquées dans des puits. Ces chutes mesuraient environ 2,3 mètres à 2,5 mètres. Souvent de nombreuses chutes, constituant un véritable escalier hydraulique, se succédaient, comme à Chevinay, sur l'aqueduc de la Brévenne, où l'eau descend de 87 mètres en seulement 300 mètres de distance.

#### Digues et chaussées

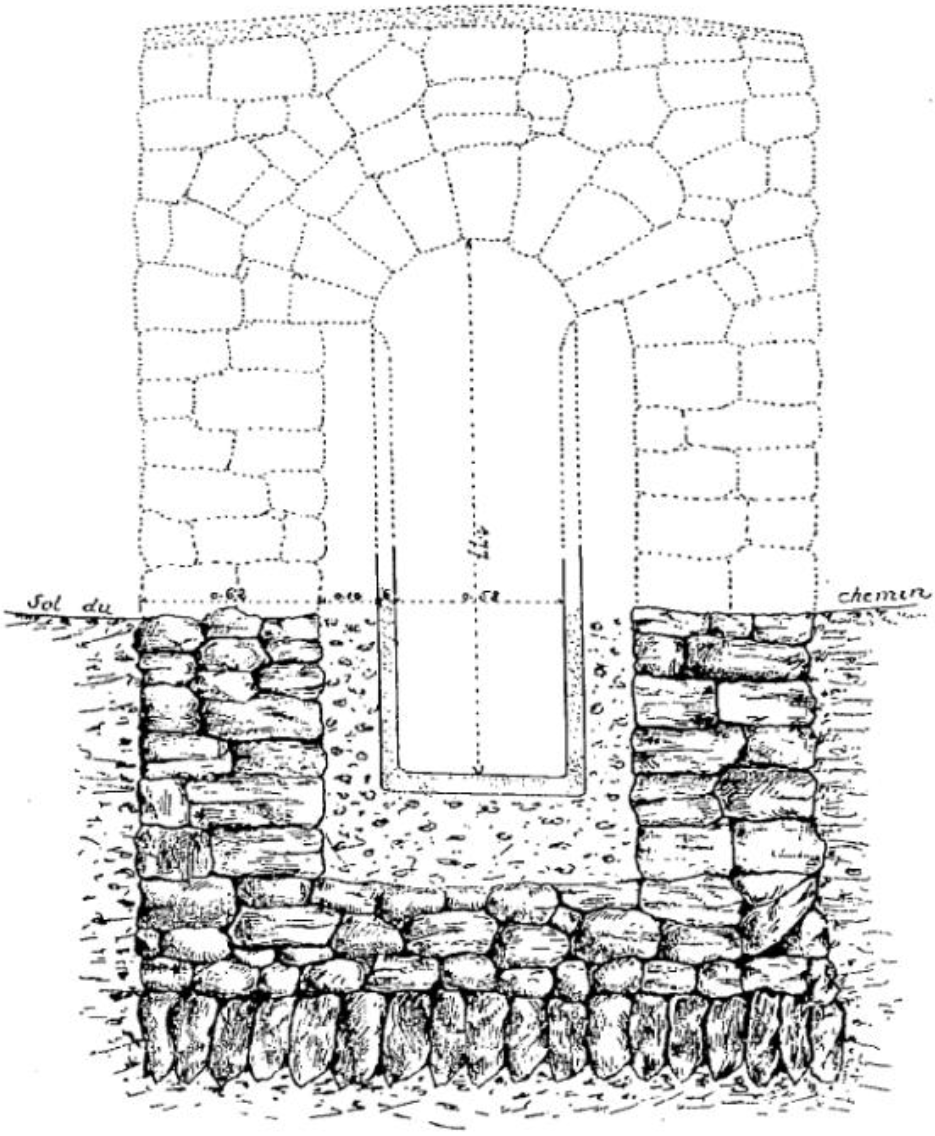
Conduite semi-enterrée à Sainte-Foy-lès-Lyon, sur l'aqueduc du Gier.

Le canal était dans certains lieux semi-enterré ou posé sur un remblai. Souvent, cette structure était une transition entre une section en tranchée ou en tunnel et une section aérienne en viaduc.

#### Regards
En tunnel comme en tranchée, mais aussi dans les sections semi-émergées, des regards étaient nécessaires afin d'aller examiner, entretenir ou réparer le canal. Ces trous d'homme ont été retrouvés en faible nombre sur l'aqueduc des Monts-d'Or (1 retrouvé à ce jour) et de la Brévenne (9). Sur l'aqueduc du Gier, en revanche, 88 regards avaient été identifiés en 2008, dont 7 sur des substructions aériennes, 52 sur des tranchées et 29 sur des tunnels, la profondeur de ces derniers variant de 6 à 20 mètres. Dans le cas de tunnels, les regards étaient creusés au début des travaux et servaient à la fois à la reconnaissance du terrain, à l'extraction des déblais et au contrôle du cheminement. Les regards trouvés jusqu'ici sont séparés par une distance moyenne de 77 mètres, cette distance pouvant être divisée par deux (38 mètres dans le cas d'un tunnel profond comme à Mornant). En extrapolant cette distance sur toute la longueur de l'aqueduc du Gier, on calcule qu'il devait y avoir environ 1 000 regards sur cet aqueduc.

#### Ponts
Les viaducs constituent la partie la plus visible et la plus emblématique des aqueducs romains, quoiqu'ils ne représentent qu'environ 5 % de la longueur totale. Ils servaient soit à franchir une vallée sans avoir la nécessité de construire un onéreux et complexe siphon (vallée du Mornantet, des deux Bozançon), soit à garder une altitude élevée le plus longtemps possible avant un siphon (Craponne, Chaponost).
Dans le premier cas, le pont-canal sortait souvent directement d'un tunnel (comme à Mornant) et franchissait la vallée en un point fréquemment choisi soit pour son étroitesse (moindre besoin d'arches), soit pour sa faible déclivité (arches moins hautes nécessaires). Le relief étant moins contraignant dans l'Ouest lyonnais que dans les Cévennes ou l'Estérel, aucun ouvrage de l'ampleur du pont du Gard ou des ouvrages à contreforts de l'aqueduc de Mons à Fréjus n'a dû être construit. En revanche, il existe un grand nombre de ces ouvrages (une cinquantaine de ponts recensés sur l'aqueduc du Gier).
Dans le second cas, il s'agissait de maintenir une hauteur quasi constante à l'eau juste avant un siphon, alors que le terrain naturel était en légère descente. De là des ouvrages peu hauts, mais d'une très grande portée horizontale, comme à Soucieu-en-Jarrest et surtout à Chaponost. À noter que ces ouvrages s'appuient sur des fondations posées à une assez grande profondeur, des fouilles menées à Chaponost jusqu'à 1,2 mètre n'ayant pu en atteindre la base.

#### Siphons

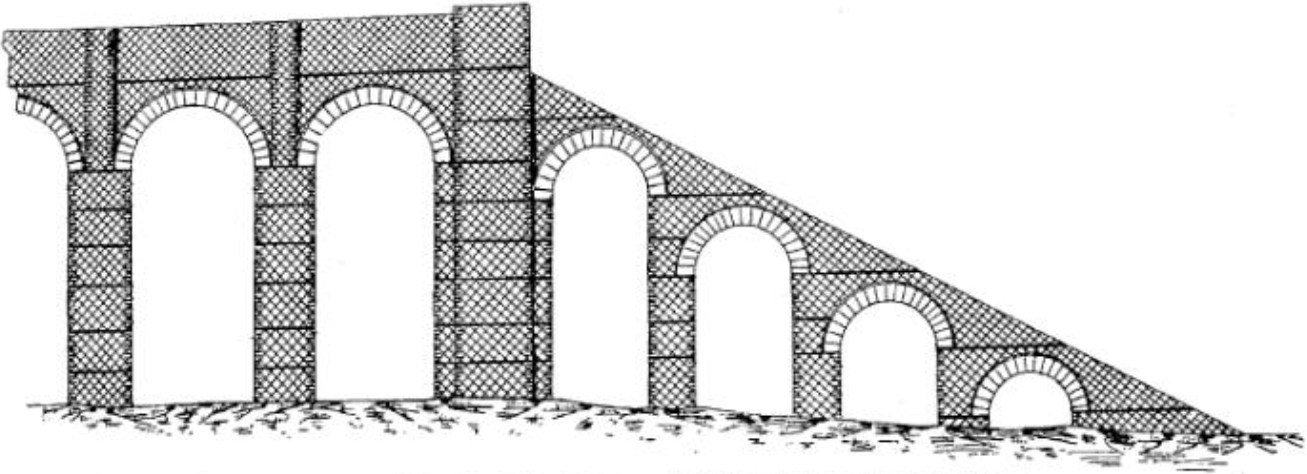
Réservoir de chasse (amont) du siphon de Beaunant : franchissement de la vallée de l'Yzeron par l'aqueduc du Gier.

Les siphons constituaient la partie à la fois la plus originale et la plus technique des aqueducs lyonnais. Comme il a été dit en introduction, les contreforts des monts du Lyonnais sont séparés de la colline de Fourvière par la profonde vallée qu'empruntent au nord le ruisseau de Rochecardon, qui se dirige vers Vaise, et au sud l'Yzeron, qui se jette dans le Rhône à Oullins.

##### Nécessité des siphons
Les trois premiers aqueducs devaient atteindre le seuil de Trion à au moins 265 mètres d'altitude. Regardons quelles auraient été les dimensions d'éventuels ponts-canaux franchissant cette vallée.
Le premier, celui des Monts-d'Or, avait 3 500 mètres de distance à franchir depuis Champagne-au-Mont-d'Or pour retrouver cette altitude, avec un point bas en dessous de 180 mètres d'altitude. Le second, celui de l'Yzeron, avait à franchir le point bas d'Alaï : 3 600 mètres de longueur depuis Craponne, avec une altitude de départ à 290 mètres, un point bas à 195 mètres, et une arrivée à 273 mètres. Pour l'ouvrage de la Brévenne, c'étaient environ les mêmes chiffres, avec 3 500 mètres de longueur et 90 mètres de dénivelé environ entre le point haut amont et le point bas ,.

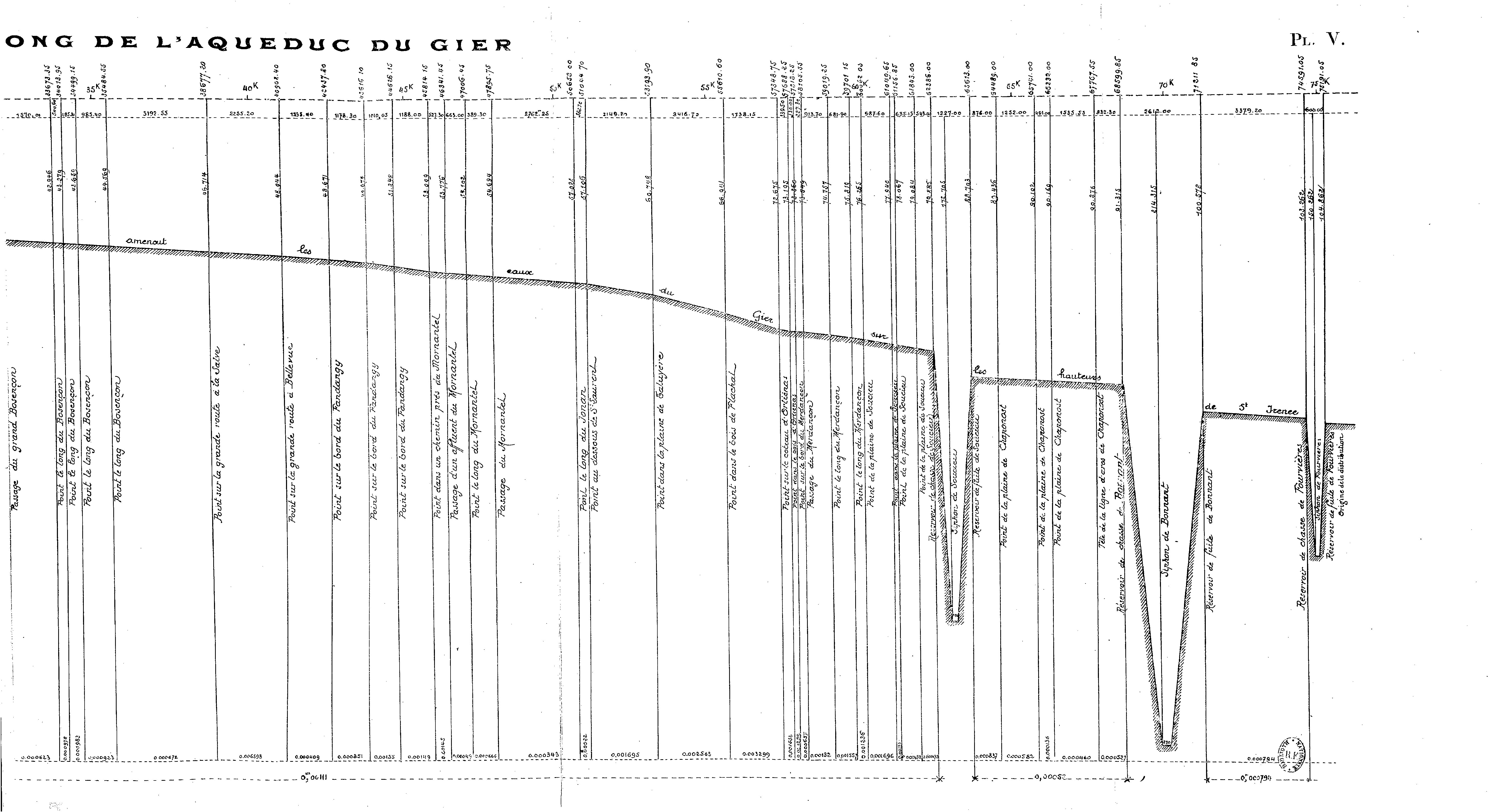
Profil en long de la section terminale de l'aqueduc du Gier, avec les trois derniers siphons (Soucieu, Beaunant et Trion).

Pour l'aqueduc du Gier, les contraintes étaient encore plus importantes. Non seulement le cahier des charges de l'aqueduc imposait qu'il amène l'eau jusqu'au sommet de la colline de Fourvière, à 300 mètres d'altitude, mais encore la vallée de l'Yzeron, franchie plus en aval, à Beaunant, y est-elle plus basse (176 mètres d'altitude). En revanche, la longueur, compte tenu des pentes plus escarpées de Chaponost et Sainte-Foy, n'y est que de 2 660 mètres,.
Dans tous les cas, à la fois sur le plan de la longueur et de la hauteur des ouvrages, il était inenvisageable de réaliser ces ponts-canaux démesurés. Le siphon s'imposait.

##### Morphologie des siphons
Un siphon se compose en amont d'un réservoir, placé en hauteur (souvent sur des piles comme les Tourillons de Craponne), nommé réservoir de chasse. À ce réservoir aboutit le canal circulant à pression atmosphérique. Le réservoir permet d'ennoyer complètement le siphon et d'éviter qu'il se désamorce.
La partie centrale du siphon est sous pression, donc entièrement ennoyée. La pression atmosphérique permet théoriquement de faire remonter l'eau aussi haut que le point d'où elle est partie. En pratique, la perte de charge due aux frottements interdit un tel aménagement, et l'eau sort du siphon à une altitude plus basse que celle d'où elle est partie.
Le réservoir de sortie du siphon se nomme réservoir de fuite.

##### Le problème de la pression

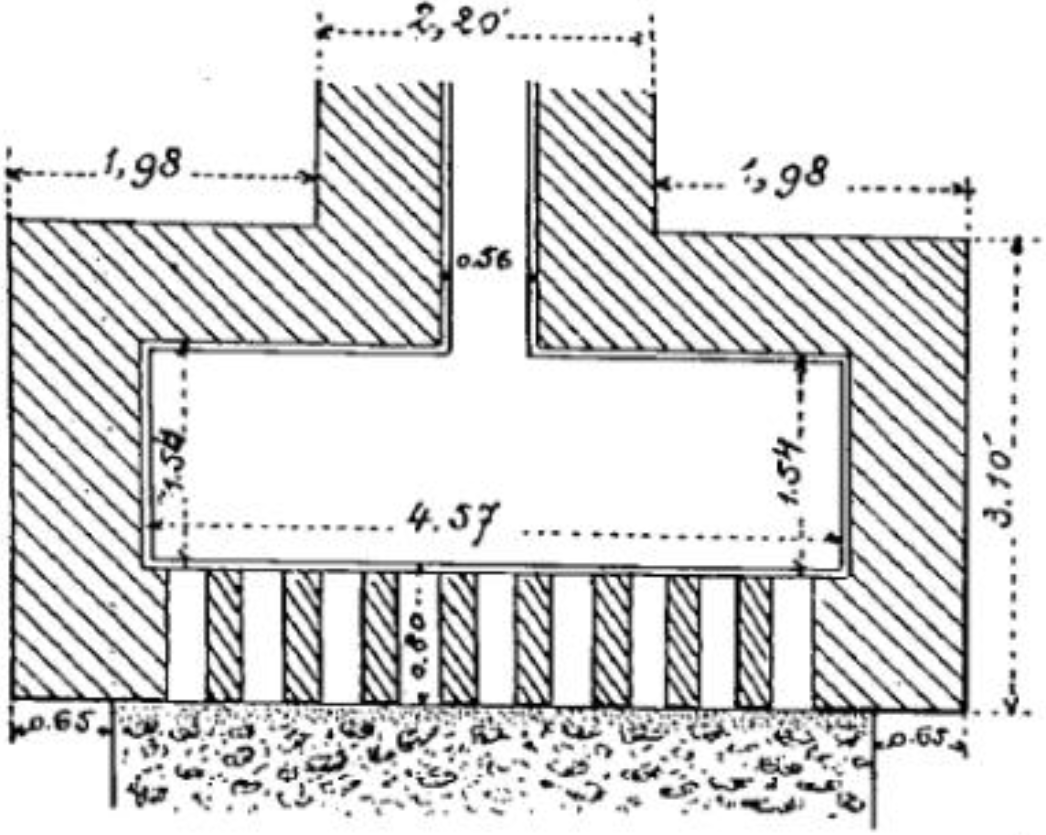
Plan du réservoir de Soucieu, sur l'aqueduc du Gier ; arrivée (en haut) du canal, répartition dans les conduites forcées (en bas).

Les siphons ont une flèche correspondant à la différence de niveau entre le point haut amont du siphon et le point bas. Cette flèche correspond à la colonne d'eau exerçant une pression sur les parois du siphon. Pour le plus haut d'entre eux, celui de Beaunant (qui permet à l'aqueduc du Gier de franchir l'Yzeron), cette flèche faisait 113 mètres de hauteur, ce qui correspond à une pression de 12 bars (120 t/m2, pression qui aurait largement suffit à rompre la conduite. De surcroît, celle-ci était en plomb, matériau plus facile à usiner que le fer, mais plus fragile ; et, compte tenu de sa rareté et de son coût, les conduites ne mesuraient, selon Camille Germain de Montauzan, que 6,3 millimètres d'épaisseur (selon Jean Burdy, cette épaisseur doit être portée à 2,5 centimètres). Pour résoudre ce problème, les Romains divisaient la conduite principale en petites conduites de diamètre bien plus faible (environ 23 centimètres de diamètre extérieur). En fonction du débit, il y avait de quatre (siphon d'Alaï sur l'aqueduc de l'Yzeron) à onze (siphon de Beaunant sur l'aqueduc du Gier) et peut-être quatorze (siphon d'Écully sur l'aqueduc de la Brévenne) tuyaux, qui étaient toujours juxtaposés horizontalement, ce qui explique que les ouvrages constituant les siphons étaient très larges.

##### Les ponts-siphons

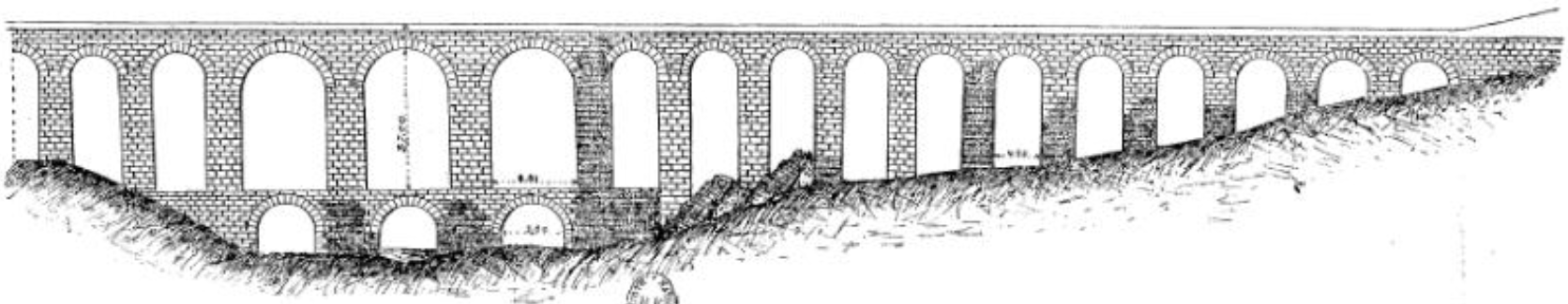
Reconstitution du pont-siphon des Planches, à Écully, sur l'aqueduc de la Brévenne.

Pour réduire la flèche en fond de vallée, des ponts étaient tout de même réalisés. Généralement assez hauts (jusqu'à 33 mètres pour le pont-siphon d'Alaï), ils se caractérisaient surtout par une grande largeur : jusqu'à quatre fois plus larges qu'un pont-canal, (par exemple 7,35 mètres pour le pont-siphon de Beaunant), à cause de l'alignement horizontal des tuyaux de plomb. Surtout, ils étaient beaucoup plus résistants, à cause des pressions très importantes qu'ils subissaient. Ainsi les voûtes perpendiculaires au cheminement de l'eau, initialement réalisées sur les arches de Beaunant pour économiser les matériaux, durent-elles être remblayées d'urgence car l'édifice menaçait ruine, chaque voûte supportant un poids d'environ 500 tonnes.
La partie supérieure de ces ponts-siphons n'était pas entièrement plane : elle accusait une pente ascendante assez sensible (environ 1 %, ce qui, sur un pont siphon comme celui de Beaunant, faisait tout de même deux mètres et demi de différence entre le début et la fin de l'ouvrage). Cette pente avait plusieurs atouts : tout d'abord, favoriser l'évacuation d'éventuelles bulles d'air qui se seraient introduites dans le tuyau, en suivant logiquement le sens d'écoulement de l'eau ; d'autre part, permettre une vidange des tuyaux en cas de nécessité d'entretien. Vitruve suggère l'existence d'un tel dispositif de vidange.

### Matériaux de construction
Les aqueducs, qu'ils soient souterrains ou aériens, étaient constitués de maçonnerie. Cette maçonnerie était appareillée de différentes manières, et liée par un mortier.

#### Maçonnerie
Les matériaux structurels formant aussi bien les substructions du canal que ses montants ou sa couverture étaient des briques ou des pierres. Pour l'aqueduc du Mont-d'Or, c'était de préférence du calcaire. Pour les aqueducs de l'Yzeron, de la Brévenne et du Gier, il s'agissait essentiellement de gneiss, micaschistes et de granites.
Au fond de la tranchée du canal, la semelle de fondation était construite à partir des deux piédroits qui délimitaient un blocage de moellons.
Si le matériau employé a usuellement une origine locale, les quantités requises étant énormes, dans certains ouvrages d’art il ne provient pas nécessairement du lieu même où ceux-ci ont été réalisés. Ainsi les pierres des arches du Plat de l'Air, à Chaponost, sont constituées à 85% d’un gneiss clair à feuilletage régulier et à 15% d’un microgneiss gris et rose, contrairement au substrat local. À Mornant, si une partie du canal est réalisée avec des pierres dont les gisements potentiels ont été localisés dans un rayon de 500 à 3 500 mètres, on y trouve aussi du granite massif, dont aucune trace n'est retrouvable à proximité.
La maçonnerie de la voûte du canal était conçue de manière à éviter toute formation de concrétions. De fait, les sections étudiées lors des fouilles menées entre 1990 et 2010 n'ont révélé la formation de dépôts calcaires que dans le seul aqueduc des Monts-d'Or, sans qu'on puisse dater ce dépôt de la phase d'utilisation ou de celle d'abandon de l'ouvrage et de stagnation des eaux.

#### Liant
Le mortier romain était un mortier de chaux grasse et aérienne, produit par calcination de calcaire blanc.

#### Type d'appareillage
Plusieurs techniques ont été utilisées pour assembler les éléments formant la structure de l'aqueduc.

##### Régulier
En général, pour les structures appelées à soutenir les ouvrages les plus grands et les plus contraints (arcades, ponts-siphons), c'est l'opus quadratum (maçonnerie en pierres taillées en parallélépipèdes rectangles réguliers) qui était préféré, avec des variantes : « grand appareil » pour des pierres de plus de 60 centimètres (et jusqu'à 1,5 mètre environ) de hauteur d'assise ; « moyen appareil » pour des pierres dont la plus grande dimension était comprise entre 20 et 50 centimètres ; enfin, « petit appareil » pour les pierres dont les dimensions n'excédaient pas 20 centimètres ; et l’opus latericium pour le cas particulier des structures en briques.

##### Irrégulier
Pour l'énorme majorité du tracé, cependant, la taille de pierre n'était pas nécessaire, la hauteur de l’ensemble d'un ouvrage en tranchée ou tunnel étant, comme on l'a vu, inférieure à quatre mètres. Les structures pouvaient alors être composées de pierre non taillées, réunies simplement par le mortier. Dans le cas de pierres diverses assemblées grossièrement, on obtenait un opus incertum : dans le cas où c'étaient des pierres plates posées en épi dans un mortier liant, on parlait d'opus spicatum.

#### Revêtement du canal
Le revêtement du canal était constitué d'une épaisse couche de ciment dont le fond et les côtés de celui-ci étaient enduites. Un relevé effectué dans l'aqueduc gallo-romain d'Augustodunum indique une épaisseur de dix-huit centimètres. Dans les aqueducs un raccord circulaire en quart de cercle d'un rayon d'environ dix centimètres, le solin, faisait le joint entre les parois verticales et le fond. La présence du solin empêchait qu'il y eût des infiltrations entre l’enduit et le mur ; ces dernières auraient causé un gonflement puis un éclatement de l’enduit et finalement une destruction du piédroit du canal.

#### Plomb
Comme on l'a vu plus haut, le plomb était utilisé pour les siphons. Les siphons requéraient une quantité considérable de métal, qui contrairement aux pierres, ne pouvait être extrait sur place (de petits gisements existaient dans la vallée de la Brévenne ou dans le Forez, mais l'essentiel a été importé de Grande-Bretagne ou d'Espagne) ,. Camille Germain de Montauzan estime le poids nécessaire de plomb pour les quatre aqueducs de l'ouest lyonnais entre 10 000 et 15 000 tonnes, mais Burdy monte à 40 000 tonnes. Cette quantité considérable est à rapprocher de la production annuelle totale de plomb de l’Empire romain, estimée entre 60 000 et 80 000 tonnes au maximum.

## Protection des ouvrages

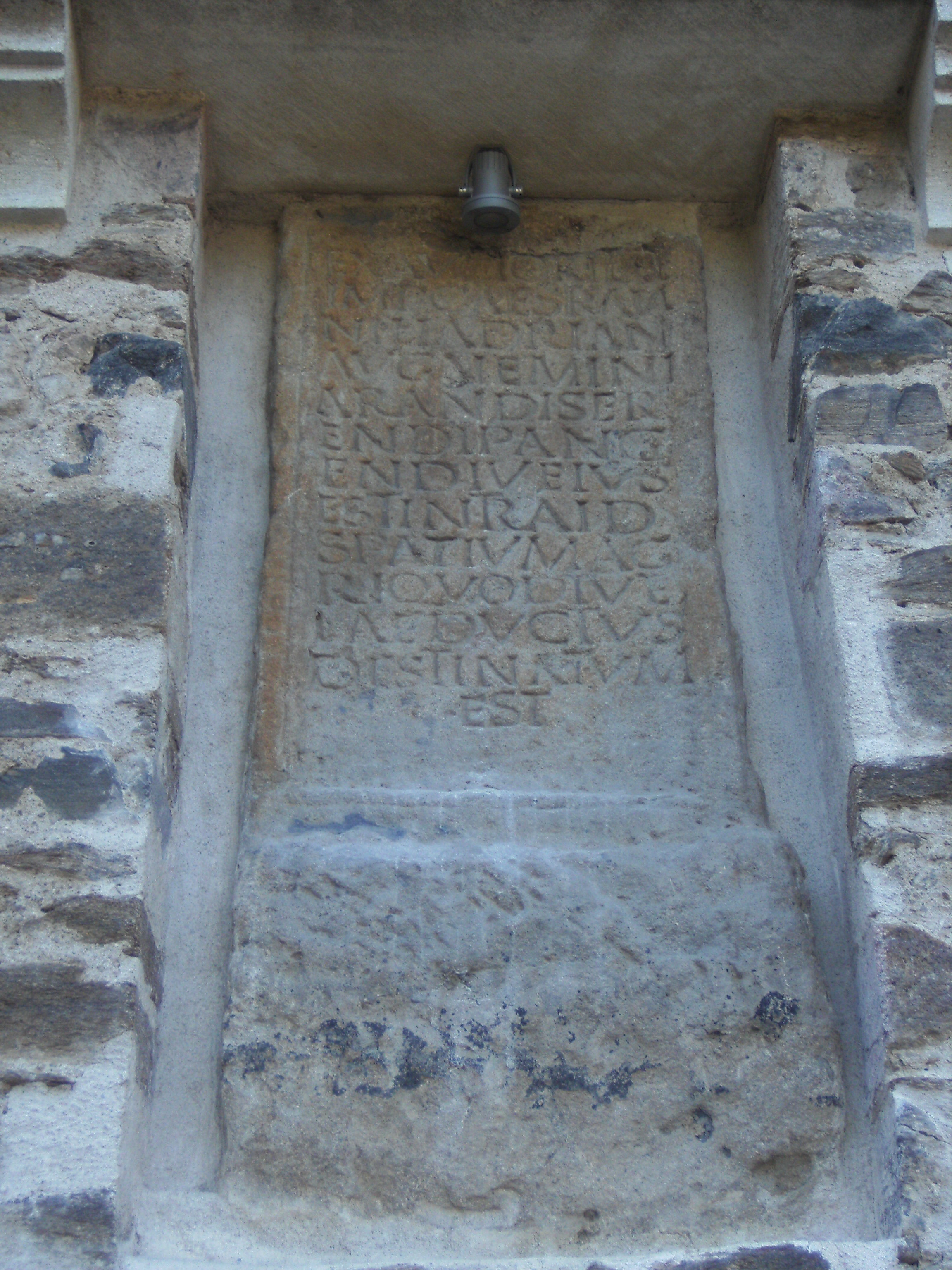
La Pierre de Chagnon, témoin de lois protégeant l'aqueduc.

Les aqueducs, en tant que « bien public », étaient spécialement protégés par des lois propres. Une pierre, dite « pierre de Chagnon », a été exhumée à Saint-Romain-en-Jarez,,,. Elle porte une inscription faisant référence à l'empereur Hadrien : 

« Ex auctoritate imp(eratoris) Caes(aris) Trajani Hadriani Aug(usti), nemini arandi, serendi pangendive jus est intra id spalium agri quod iutelae duclus destinatum est
(En vertu de l’autorité de l’empereur César Trajan Hadrien Auguste, le droit n’est donné à personne de labourer, de semer ou de planter dans cet espace de terrain qui est destiné à la protection de l’aqueduc). »

Un système d'amendes, de confiscations et de pertes de propriété réglait les différentes infractions à la détérioration volontaire ou involontaire de l'aqueduc.
Cependant, à la fin de l'Empire Romain, avec l'abandon à la fois des règles régissant le respect des réseaux, la perte des forces chargées de faire respecter ces règles, et la déshérence de Lyon, en particulier des hauts quartiers, les pillards se laissèrent tenter par le vol de matériaux, en particulier du plomb. Les invasions sarrasines au VIIIe siècle achevèrent de ruiner les constructions ; le plomb étant très utilisé dans la construction médiévale, les siphons furent méthodiquement pillés jusqu'à ce qu'il n'en restât pas une trace aujourd'hui.

## Citations
1. ↑  « Lesdictz ars sont appellees par le peuple rudde et barbare ars des sarazins pour cézarins et communement tout ancien ediffice il appelle ouvraige de sarazin par parolle corrumpue pour cezarin ou des cezars empereurs. »
2. ↑  « Il y a encoures des ses aqueductus pres greizieu, quon appelle la tour raix et mesmement, le vulgaire quest adire la ou passoit l’eaue comment lon dict a [blanc] en latin aquis cest eaux. »
3. ↑  « Et par dessus estoit le conduyt de leau venant vne riuiere appellee furam depuys ledict saīct estiēne iusques a lyō et tomboit ladicte eaue deuant la ou furent decolles les martyrs ou est de psent la croix d coille. »
4. ↑  (la) De aquæductibus qui civitati Lugdunensi serviebant, nihil hactenus reperi scriptum. - Des aqueducs qui desservaient la ville de Lyon, rien n'a été retrouvé écrit jusqu'à présent.
5. ↑  « Ce lieu, qui est nommé Trions, par le vulgue d'auiourd'huy, I'ai opinion qu'il estoit nommé Trifontius, pour raison de ce que les Aqueducts qui entroyent par ceste porte, de l'église sainct Iregny, (ou lon les void encores auiourd'huy) se ramifioyent en trois parties, pour porter les eaux en trois diuers lieux de la cité. »
6. ↑  On void d'autres Aqueducs autour de Lyon, qui ne sont pas d'vne si belle structure, ni possible si antiques ; vers Escuilly & Francheville, & le long du Rhône, en allant à Neiron.
7. ↑  (it)Nella via pubblica, salendo à S. Ireneo, acquedotto antico, che ritiene e versa ancora l’acqua di quel tiempo. - Sur la voie publique, en montant à S. Irénée, un ancien aqueduc, qui retient et déverse encore de l'eau à cette époque.